# Fernando de la Rúa
Fernando de la Rúa (Córdoba; 15 de septiembre de 1937-Loma Verde; 9 de julio de 2019) fue un abogado, profesor y político argentino, presidente de la Nación Argentina entre 1999 y 2001, primer jefe de Gobierno de la Ciudad Autónoma de Buenos Aires entre 1996 y 1999, senador nacional por la Capital Federal en los períodos 1973-1976, 1983-1989 y 1992-1996, diputado nacional por la Capital Federal en 1991-1992, y presidente del Comité Nacional de la Unión Cívica Radical entre 1997 y 1999.
De la Rúa asumió como presidente el 10 de diciembre de 1999, luego de vencer en las elecciones presidenciales apoyado por la Alianza para el Trabajo, la Justicia y la Educación, coalición entre la UCR y la formación de centroizquierda y sectores peronistas FREPASO. De la Rúa anunció su programa de gobierno mediante una «Carta a los argentinos», en donde se comprometió a mantener el sistema monetario imperante desde 1991 bajo la Ley de Convertibilidad del Austral, que establecía una paridad entre el peso argentino y el dólar estadounidense, a luchar contra «la corrupción inherente a la concentración del poder y la debilidad de los controles», generar una «cultura exportadora» con mayor valor agregado, profundizar en el Mercosur, tener una tasa de inversión no menor al 30 % financiada con recursos propios y colocar a la educación como «eje central de la transformación».
Ya en gobierno, sin embargo, el agravamiento de la crisis económica iniciada en 1998, la creciente demostración de insostenibilidad de la convertibilidad a largo plazo y las medidas económicas procíclicas tomadas al inicio de su gobierno, llevaron a su gobierno a depender cada vez más de la toma de deuda externa —principalmente por parte del Fondo Monetario Internacional (FMI)— a fin de sustentar el cambio fijo; estas medidas llevaron a un deterioro rápido y persistente de la economía y los indicadores sociales. Durante el período temprano de su presidencia se destacaron la intervención federal de la provincia de Corrientes a fines de 1999 —la cual tuvo fuerte represión en la que fueron muertas dos personas y heridas otras cincuenta— y el anuncio del primer plan económico que incluyó la célebre Tablita de Machinea y un sonado escándalo por posibles sobornos en el Senado de la Nación para lograr la aprobación de la Ley de Reforma Laboral —que motivó la renuncia de su vicepresidente, Carlos Álvarez, en octubre del 2000—. Más tarde en su gobierno se destacaron las dos grandes operaciones financieras internacionales conocidas como «Blindaje» y «Megacanje», la designación como ministro de Economía de Domingo Cavallo —quien había ocupado el mismo cargo durante el gobierno de Carlos Menem y contribuyó a la Ley de convertibilidad del Austral— y el «Decreto de Necesidad y Urgencia» —el cual fue propuesto por la entonces Ministra de Trabajo Patricia Bullrich, el cual rebajó un 13 % las jubilaciones y los salarios de la administración pública (incluidos los docentes) generalizando un movimiento piquetero de desocupados en contra de las medidas del gobierno—.
La situación del país empeoró visiblemente en 2001, agravándose la crisis económica y social, hasta convertirse en una crisis política e institucional. El plano político terminó de deteriorarse con la derrota abrumadora de «La Alianza» en las elecciones legislativas de medio término de ese mismo año, en las que una enorme proporción del electorado emitió votos en blanco o anulados. El 2 de diciembre, una impopular disposición del gobierno, conocida como «Corralito», que restringía la extracción de dinero en efectivo de los bancos y la cual fue diseñada por el ministro Cavallo, terminó provocando un estallido social generalizado, con manifestaciones, bloqueos de rutas y calles, ataques a bancos y saqueos a supermercados en las principales ciudades del país. El 19 de diciembre, De la Rúa anunció por televisión el Estado de sitio e inmediatamente después de finalizar el anuncio miles de personas salieron a la calle con el lema «Que se vayan todos». Al día siguiente las manifestaciones populares continuaban y fueron reprimidas por las fuerzas de seguridad con un saldo de treinta y nueve víctimas fatales en distintos puntos del país. Esa tarde De la Rúa presentó su renuncia a la Presidencia, abriendo un período de dos semanas de alta inestabilidad política y caos social, durante las cuales cuatro funcionarios estuvieron a cargo del Poder Ejecutivo, dos de ellos con el título de presidente de la Nación (Adolfo Rodríguez Saá y Eduardo Duhalde). 
De la Rúa se retiró de la política y evitó emitir declaraciones públicas después de su renuncia. Continuó siendo una figura controvertida por su papel en la crisis económica de 2001, al igual que por la represión policial durante el estallido social posterior, el cual causó más de treinta muertes, y los eventuales actos de corrupción durante su gobierno, que lo llevaron a ser incluido en varias causas judiciales en su contra, en ninguna de las cuales resultó condenado. Falleció el 9 de julio de 2019, a la edad de 81 años.

## Primeros años

### Infancia
Fernando de la Rúa nació el 15 de septiembre de 1937, en la ciudad de Córdoba, capital de la provincia homónima, en el seno de una familia de clase media-alta. La familia De la Rúa estaba muy ligada a la política argentina en más de una provincia y varios de sus miembros habían integrado previamente la Unión Cívica Radical. Su padre, Antonio de la Rúa Catani (1905-1979), era descendiente de gallegos y provenía de Santiago del Estero, habiéndose instalado en la provincia de Córdoba para estudiar abogacía; fue militante radical desde muy joven, llegando incluso a ser legislador y funcionario durante la gobernación de Amadeo Sabattini. Su madre, Eleonora Felisa Bruno Boeri (1908-1999), era hija de inmigrantes italianos. De la Rúa tuvo un hermano, Jorge de la Rúa, cinco años menor que él, que ejercería como funcionario durante la gobernación de Eduardo Angeloz y posteriormente como secretario y ministro durante la presidencia de su hermano. Un primo hermano suyo, Tomas Rodríguez de la Rúa, fue candidato por un sublema radical a gobernador de Jujuy en las elecciones de 1999, en una misma boleta que lo contenía como candidato presidencial.

### Formación
De la Rúa asistió a la escuela primaria Olmos, y completó sus estudios secundarios en el Liceo Militar General Paz, manteniendo promedios muy altos de 9,53 en el primer año y 9,92 en el último, lo que le permitió ser abanderado. Manifestó sus inclinaciones políticas iniciales en ese período como opositor al gobierno de Juan Domingo Perón y al movimiento justicialista, sobre los cuales escribió sátiras bajo el seudónimo de «Lauchín». Quienes lo conocieron en su adolescencia lo describieron como una persona extrovertida y risueña, con una personalidad muy diferente al perfil serio y moderado que mantendría durante toda su carrera política. Se afilió al radicalismo al alcanzar la mayoría de edad, en 1955, instigado por su tío materno Víctor Arraigada, aproximadamente cuando ocurrió el golpe de Estado de septiembre de 1955 que derrocó a Perón e instauró una dictadura militar, la cual proscribió al justicialismo. De la Rúa se mantuvo ligado a los sectores más antiperonistas y derechistas de la UCR, y cuando el partido se dividió en 1957 permaneció en la Unión Cívica Radical del Pueblo (UCRP), manteniéndose así hasta que esta obtuvo nuevamente el título «Unión Cívica Radical» en junio de 1972. Además de su filiación radical, desde su niñez De la Rúa fue fervientemente católico y tuvo participación activa en grupos religiosos como el Movimiento Católico de Juventudes y la Juventud Católica de Córdoba.
Aunque inicialmente tenía la intención de estudiar medicina, finalmente resolvió convertirse en abogado, instigado mayormente por su padre. Completó su carrera rápidamente y se recibió con medalla de honor en la Universidad Nacional de Córdoba en 1958, a la temprana edad de veintiún años. Ejerció brevemente su profesión desde un estudio jurídico instalado en la casa de su familia en Obispo Trejo 636, Nueva Córdoba, pero posteriormente lo abandonó para comenzar a trabajar como docente en la universidad.

## Actividad política temprana

### Inicios en la función pública
En 1960, con alrededor de veintitrés años, De la Rúa viajó a Italia a hacer una beca en derecho procesal, permaneciendo en dicho país por meses, durante los cuales aprendió italiano y alemán. Durante este viaje se mantuvo en compañía de Juan Carlos Palmero, hijo de Juan Palmero, quien sería más tarde ministro de Gobierno del presidente de la Nación Arturo Umberto Illia (1963-1966). Por medio de esta amistad De la Rúa ingresó por primera vez a la función pública como miembro del equipo de asesores de Palmero y funcionario del gobierno de Illia. De la Rúa era la figura más joven del gobierno (contaba por entonces con veintiséis años) y su aspecto era marcadamente juvenil, lo que le valió el apodo de «Chupete», aunque algunas fuentes citan que obtuvo ese apodo mucho después, al momento de ser elegido senador por primera vez. A pesar de su origen cordobés, De la Rúa desarrolló la totalidad de su carrera política posterior en la Ciudad de Buenos Aires, de la que sería elegido representante legislativo cuatro veces. Sobre su experiencia en este período, De la Rúa declaró:

Ir al gobierno de Illia me permitió ver el poder desde su centro, en Buenos Aires. La perspectiva era totalmente distinta a la que podía tener desde Córdoba.
Fernando de la Rúa.

Su primer período como funcionario terminó abruptamente con el golpe de Estado del 28 de junio de 1966, que instauró una dictadura militar de tipo permanente, la cual proscribió la actividad política. Durante este intervalo, en 1970, De la Rúa se casó con Inés Pertiné, con quien tuvo tres hijos: Agustina, Antonio y Fernando de la Rúa. La herencia de su esposa y la suya, sumada a su ejercicio destacado de la abogacía, le permitieron acumular una considerable riqueza.

### Llegada al Senado

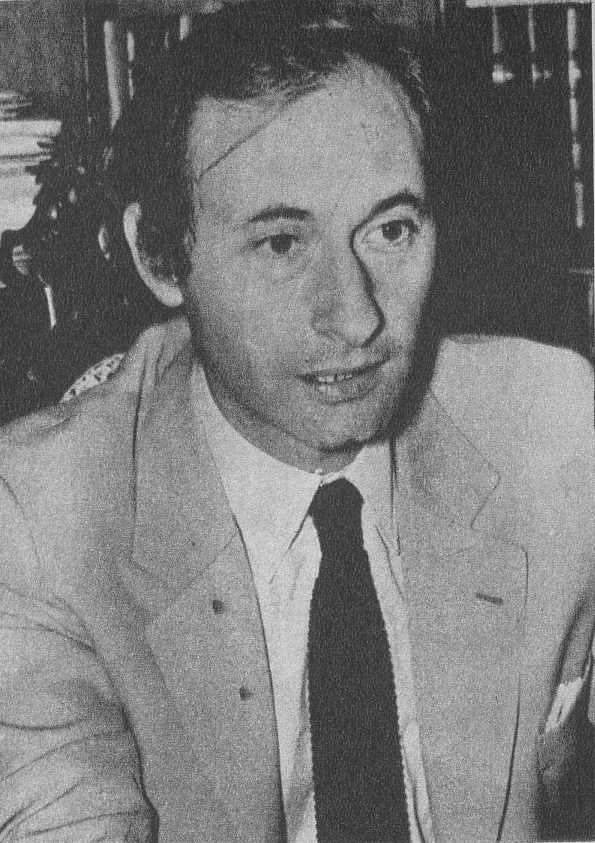
De la Rúa en marzo de 1973, durante la campaña electoral para la elecciones senatoriales de ese año.

En 1973, con la apertura democrática que condujo a la legalización del peronismo y el llamado a elecciones libres, De la Rúa (que pertenecía al sector de la UCR ligado a Ricardo Balbín) se postuló como candidato del radicalismo a segundo senador nacional en representación de la Capital Federal. La dictadura gobernante había instaurado un sistema de segunda vuelta electoral o balotaje para la elección tanto de cargos ejecutivos (presidente y gobernadores), como de senadores, instaurando por primera vez la figura de dos senadores por la mayoría y uno por la minoría. Una lista senatorial debía obtener mayoría absoluta de votos (50 % más uno) para quedarse con las dos bancas por la mayoría, mientras que la banca restante correspondería a la lista que le siguiera en sufragios. En caso de que la lista más votada no lograse la mayoría, se consideraría virtualmente electos a los dos candidatos que encabezaran las dos listas senatoriales más votadas, y se realizaría una segunda vuelta entre los segundos candidatos de ambas listas, resultando electo segundo senador aquel que obtuviese más votos. Aunque De la Rúa contaba para entonces con una actuación meritoria dentro de su partido, su candidatura correspondió más bien al rechazo de figuras de mayor peso del balbinismo a presentarse, creyendo que tenían pocas expectativas de vencer al peronismo.

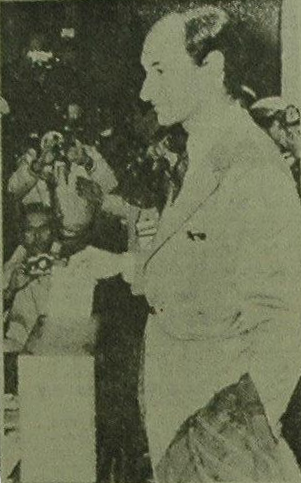
De la Rúa votando en la segunda vuelta senatorial porteña del 15 de abril de 1973.

La primera vuelta de las elecciones tuvo lugar el 11 de marzo de 1973. La lista del Frente Justicialista de Liberación (FREJULI), que postulaba como candidato presidencial a Héctor José Cámpora (debido a una estratagema legal empleada por la dictadura para impedir la candidatura del propio Perón), obtuvo la victoria a nivel nacional. En Capital Federal, la lista frejulista para el Senado encabezada por Alejandro Manuel Díaz Bialet obtuvo la primera minoría de votos, seguido por la lista radical encabezada por Raúl Jorge Zariello, resultando de este modo elegidos los dos como senadores. El FREJULI había superado a la UCR por más de diez puntos, en medio de la atomización de la elección porteña en varios partidos no peronistas que tuvieron su mayor despliegue en la capital, pero se mantuvo muy lejos de lo requerido para obtener los dos senadores por la mayoría. De este modo, correspondió realizarse una segunda vuelta entre De la Rúa, que secundaba la lista radical, y Marcelo Sánchez Sorondo.
Durante los meses de marzo y abril, la campaña porteña se polarizó totalmente entre De la Rúa y Sánchez Sorondo. Este último no pertenecía al peronismo, sino al Partido Conservador Popular, fuerza de derecha encabezada por el vicepresidente electo Vicente Solano Lima dentro del FREJULI, y había accedido a la candidatura senatorial en gran medida debido a que la ciudad constituía uno de los distritos más esquivos al peronismo del país, junto con la provincia de Córdoba. Por entonces la Capital Federal era un distrito no autónomo que contaba con un intendente designado, por lo que la senaduría era uno de los cargos electos más representativos del distrito, y el único que se dirimió en segunda vuelta, mientras que varias provincias realizaron desempates gubernativos. La gran mayoría de las listas derrotadas apoyaron a De la Rúa, mientras que otros sectores se abstuvieron.
Sánchez Sorondo era una figura nacionalista muy conservadora, que dio numerosos pasos en falso al emitir declaraciones escandalosas durante la campaña de la primera vuelta, destacando el ejemplo de una entrevista en la que cuestionó «los vicios del sistema democrático». En clara desventaja ante un candidato más joven, que a su vez era apoyado por casi todos los partidos opositores al peronismo, Sánchez Sorondo limitó su actividad proselitista y siguió los lineamientos del comando superior del justicialismo, evitando desmarcarse demasiado de la corriente nacional. De la Rúa, por su parte, realizó una campaña vigorosa, centrándose en cuestiones de defensa de la democracia y la búsqueda de una oposición fuerte al gobierno entrante. Concedió entrevistas en las cuales defendió la protección de la libertad de prensa, la autonomía universitaria y los derechos individuales, llamando a la derogarción inmediata todas las leyes represivas del gobierno de facto. Sobre la victoria aplastante del FREJULI en las elecciones presidenciales, declaró que si bien consideraba que las fuerzas no peronistas se habían visto condicionadas por el accionar represivo de la dictadura saliente, el radicalismo debía a su vez realizar una profunda autocrítica respecto a su desempeño, y que esta autocrítica «no será silenciosa, ni subterránea, sino sonora», afirmando que «en las derrotas también existe la grandeza». De la Rúa evitó atacar directamente a su competidor, expresando que: «prefiero que a Marcelo Sánchez Sorondo lo juzgue el pueblo en las urnas».
La segunda vuelta electoral tuvo lugar el domingo 15 de abril. En trece de los catorce distritos que realizaron segunda vuelta ese día triunfó el FREJULI en doce, mientras que en Neuquén se impuso el peronista disidente Movimiento Popular Neuquino de Felipe Sapag. En ese contexto, De la Rúa obtuvo un amplio y sorpresivo triunfo con 934 831 votos (54,13 %) contra los 791 560 (45,87 %) que logró Sánchez Sorondo, constituyendo la única victoria de un partido no relacionado con el peronismo en la jornada electoral.
El radicalismo porteño festejó profusamente el resultado, finalizando con una conferencia de prensa durante la cual De la Rúa agradeció a la militancia radical por apoyarlo y a los ciudadanos que lo votaron sin ser radicales, afirmando: «Hoy Buenos Aires ha demostrado ser la capital de la liberación, y el cambio somos nosotros». Aunque reconoció la derrota, Sánchez Sorondo acusó a De la Rúa y la UCR en un análisis posterior de haber «servido a un nuevo ensayo de Unión Democrática», en referencia a la confluencia de fuerzas dispares con el solo propósito de vencer al peronismo.

### Candidatura a vicepresidente de septiembre de 1973

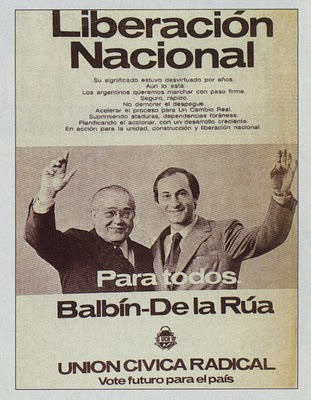
Afiche de campaña de la fórmula presidencial Balbín - De la Rúa.

La victoria en Capital Federal dejó a De la Rúa muy bien posicionado dentro del radicalismo en particular y el espectro político no peronista en general. La Juventud Radical celebró la noche del 15 de abril con el cántico «¡Balbín, De la Rúa, la lucha continúa!». Los principales medios de comunicación conservadores y refractarios del peronismo en el país resaltaron su triunfo en sus titulares posteriores a las elecciones, destacando el diario La Nación, que tituló «Nace una estrella», mientras que el diario La Prensa publicó un análisis duramente antiperonista titulado «Buenos Aires ha dicho NO», el cual afirmaba:

El sorprendente resultado de la segunda vuelta de los comicios en la ciudad de Buenos Aires tiene una significación excepcional por los cambios que introduce en las circunstancias políticas que conmueven al país. Contra todos los pronósticos, en un clima de decepción 935 071 votos, suma de voluntades individuales no fundada en pacto alguno y procedente de todas las zonas de la ciudad, han dado el triunfo a la Unión Cívica Radical, en una súbita demostración de capacidad cívica, que autoriza a confiar en mejores días para la democracia argentina.
Diario La Prensa, 18 de abril de 1973

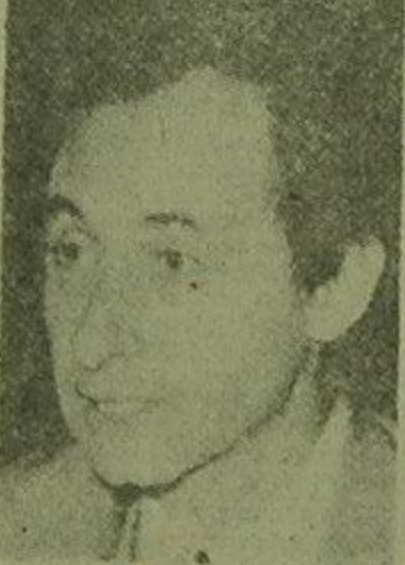
Fernando De La Rúa en septiembre de 1973.

La dimisión de Cámpora el 29 de julio condujo al llamado de nuevas elecciones presidenciales para septiembre, las cuales no tendrían proscripción alguna, pudiendo presentarse Perón como candidato del FREJULI. La Unión Cívica Radical definió su postura de cara a los nuevos comicios en agosto, resolviendo volver a presentar a Ricardo Balbín como su candidato presidencial, luego de que fracasaran las tentativas para que este concurriera como compañero de fórmula de Perón en un binomio de «unidad nacional». La Convención Nacional se realizó el 11 de agosto, siendo Balbín proclamado candidato por unanimidad. Inicialmente, se buscó un consenso entre la Línea Nacional, facción interna mayoritaria encabezada por Balbín, y el Movimiento de Renovación y Cambio liderado por Raúl Alfonsín para presentar una fórmula que representara a las dos facciones. Sin embargo, el alfonsinismo puso como condición la intervención de los comités radicales de Capital Federal, Entre Ríos, Santa Fe y Tucumán, lo que fue rechazado por la conducción partidaria. De la Rúa fue postulado como precandidato vicepresidencial en la Convención, contando con el precedente de su victoria electoral.
Ante la abstención del alfonsinismo después del fracaso del consenso, De la Rúa solo tuvo como rival a Luis León, senador por el Chaco. En la primera ronda de votación de la Convención Nacional, De la Rúa obtuvo 81 votos (43,09 %) contra 72 de León (38,29 %) y 35 abstenciones (18,62 %), muy lejos de lo requerido para ser proclamado candidato. En la segunda instancia, ya con la ausencia definitiva de los convencionales alfonsinistas, De la Rúa logró 102 votos (64,15 %) sobre 57 de León (35,85 %), siendo de este modo proclamada la fórmula Balbín - De la Rúa. De la Rúa acompañó a Balbín durante la campaña proselitista, dando discursos en los que defendió los valores de la democracia y el desarrollo, describiéndose como un «representante de la juventud» y manteniendo los conceptos de «cambio» y «liberación nacional» que el radicalismo había empleado para las elecciones de marzo.
Las elecciones tuvieron lugar el 23 de septiembre con un triunfo aplastante para el FREJULI, resultando Perón elegido para un tercer mandato no consecutivo con el 61,85 % de los votos sobre el 24,42 % de Balbín, una diferencia de 37,43 puntos que no ha vuelto a ser superada en la historia electoral argentina. La presencia de De la Rúa en la fórmula no incrementó demasiado las posibilidades del radicalismo, obteniendo en Capital Federal 557 121 votos (31,46 %), y 374 295 (33,32 %) en su provincia natal de Córdoba. En general, sin embargo, la fórmula radical obtuvo un incremento neto de 368 114 votos y recibió más que el doble de sufragios que la tercera fuerza más votada, la Alianza Popular Federalista, con un 12,19 % de los votos.

### Senador por Capital Federal (1973-1976)

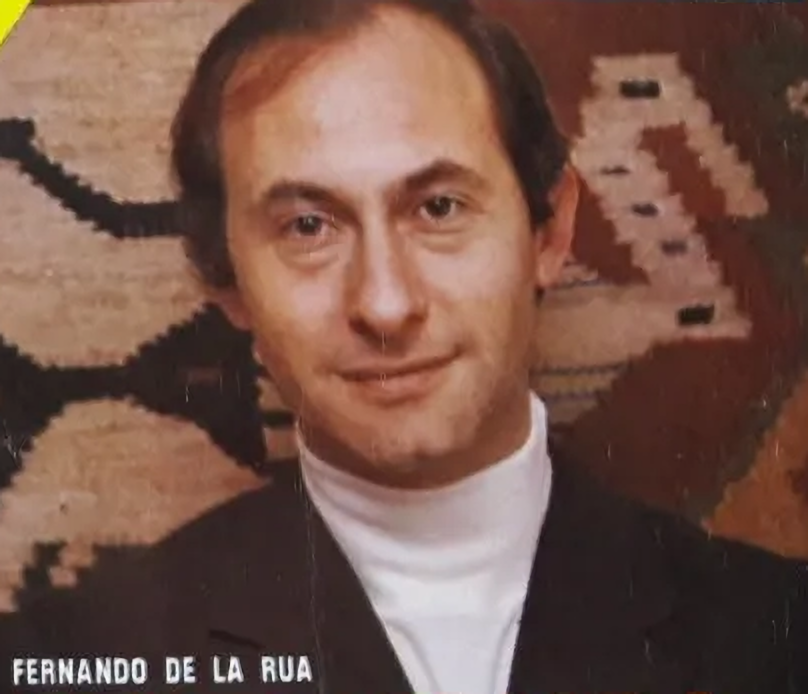
De La Rúa en el año 1973. Revista Panorama.

De la Rúa ejerció su primer mandato como senador nacional en representación de la Capital Federal desde el 25 de mayo de 1973 hasta el golpe de Estado del 24 de marzo de 1976, que implicó la disolución del Congreso. Al momento de su juramentación se comprometió a apoyar las leyes que fueran «de carácter popular», al tiempo que aseguraba que buscaría representar un «control democrático» sobre el oficialismo. El 27 de mayo, dos días después de asumir, votó a favor de la liberación de los presos políticos, cumpliendo una de sus principales promesas de campaña. Durante su primer período como senador fue uno de los principales dirigentes de la oposición radical a las sucesivas y breves administraciones peronistas, finalizando con el gobierno de María Estela Martínez de Perón (1974-1976). Destaca de su gestión parlamentaria la redacción y defensa de la Ley de Acefalía Presidencial, que fue aprobada el 11 de julio de 1975 tras un intenso debate y que en 2001 se emplearía para reemplazarlo a él como presidente tras su renuncia. En su defensa del proyecto el 8 de julio De la Rúa trazó un panorama crítico de la situación del gobierno de Martínez de Perón, acusando al gobierno de aislarse y cuestionando la situación económica del país después del reciente Rodrigazo. La ley mantenía el orden de sucesión presidencial establecido pero reemplazaba el llamado a nuevas elecciones directas por una convocatoria a la Asamblea Legislativa (senadores y diputados) que deberían elegir un nuevo presidente entre los legisladores y gobernadores, garantizando de este modo que la presidencia solo pudiera ser ocupada por alguien que hubiera accedido previamente a un cargo electo.
Al igual que casi todos los funcionarios elegidos en 1973, su gestión como senador finalizó abruptamente con el golpe de Estado del 24 de marzo de 1976, que derrocó a Martínez de Perón y disolvió el Congreso.

## Restauración de la democracia

### Precandidatura presidencial de 1983
Tras la derrota de la guerra de las Malvinas y el colapso de la Junta Militar gobernante, se dio comienzo a un proceso de liberalización política que desembocó en una nueva transición a la democracia. De este modo, la Unión Cívica Radical comenzó a reorganizarse políticamente con el llamado a elecciones internas. Tras el fallecimiento de Balbín en septiembre de 1981, la UCR estaba presidida por el exgobernador balbinista de Entre Ríos, Carlos Raúl Contín, y De la Rúa era uno de los principales referentes de la Línea Nacional, siendo de este modo perfilado como uno de los principales contendientes por la nominación radical para las inminentes elecciones presidenciales. Los otros precandidatos destacados serían Raúl Alfonsín, líder del socialdemócrata Movimiento de Renovación y Cambio (MRC), y Luis León, del izquierdista y americanista Movimiento de Afirmación Yrigoyenista (MAY). El compañero de fórmula de De la Rúa fue el exvicepresidente Carlos Humberto Perette. Las elecciones internas se realizaron por partes para escoger a delegados de la Convención Nacional Radical, que se encargaría de proclamar la fórmula presidencial del partido por medio de sus 95 delegados el 14 de agosto. Las primarias comenzaron el domingo 12 de junio de 1983, con internas en la provincia de Formosa y Chubut. La interna formoseña dio como resultado un triunfo casi unánime para el alfonsinismo, que obtuvo el 90,06 % de los votos. En Chubut se dio otro triunfo alfonsinista, aunque esta vez la Línea Nacional obtuvo la representación de la minoría con un 36,18 % de los votos.
El clima no mejoró para el sector de De la Rúa. El 26 de junio tuvieron lugar comicios internos en La Rioja, Neuquén, Misiones, Salta, San Juan, San Luis, Santa Cruz y en el Territorio Nacional de la Tierra del Fuego, Antártida e Islas del Atlántico Sur. Con el alfonsinismo en un ascenso creciente, Alfonsín se impuso ante De la Rúa en seis de los ocho distritos por diversos márgenes, imponiéndose De la Rúa solo en La Rioja y León en San Luis. Una semana más tarde, el 3 de julio, tuvo lugar una nueva primaria, esta vez en cuatro distritos, imponiéndose Alfonsín en la mayoría de ellos. El 10 de julio tuvieron lugar nuevas internas en Capital Federal, Córdoba, Santa Fe y Tucumán, cuatro de los distritos más poblados del país solo por detrás de la provincia de Buenos Aires.
Con un triunfo estrecho en la Capital Federal, hasta entonces un bastión de la Línea Nacional cuyo peso fue decisivo para que Balbín derrotara a Alfonsín en la primaria de 1973, y más triunfos en otros distritos, el alfosinismo consiguió una mayoría en la Convención Nacional con más del 50 % de los delegados, garantizándole, de facto, una preeminencia absoluta al MRC para proclamar al binomio presidencial. El 17 de julio tuvieron lugar las primarias en el distrito bonaerense, la provincia más poblada del país que albergaba a un 38 % del electorado nacional y a un porcentaje similar de la afiliación radical. En estos comicios el alfosinismo logró un rotundo triunfo, al punto que la Línea Nacional ni siquiera pudo superar el 25 % de los votos requerido para alcanzar una representación por la minoría de la provincia en la Convención. Aunque todavía faltaban cuatro primarias (Chaco, Santiago del Estero, Catamarca y Jujuy), el resultado en la práctica volvía la diferencia irremontable.
El 18 de julio, tras constatarse la derrota en Buenos Aires, De la Rúa y Perette concedieron una conferencia de prensa en la que anunciaron que declinaban su postulación. De la Rúa justificó su postura admitiendo que continuar su campaña implicaría «negar la realidad» con respecto a la inminente victoria de Alfonsín, y que el progreso de la interna podría acrecentar la fricción entre el alfonsinismo y el balbinismo y comprometer las posibilidades de triunfo (percibidas como cada vez mayores) del radicalismo de cara a las elecciones presidenciales. Gran parte del arco político del radicalismo elogió la postura de De la Rúa, que calificó como «inédita», y el propio Alfonsín declaró estar dispuesto a negociar la postulación de listas con él, de acuerdo con su nueva actitud. Al momento de la retirada de De la Rúa, Alfonsín había obtenido el 86,21 % de los votos, contra el 13,48 % de De la Rúa y el 0,31 % de León. Al día siguiente, cuando se preguntó a Alfonsín si consideraba la posibilidad de una fórmula Alfonsín-De la Rúa, este rechazó de plano la idea, sugiriendo de forma irónica que De la Rúa era un «buen senador».

### Senador y diputado (1983-1996)
Fracasada su primera carrera presidencial, De la Rúa se postuló nuevamente para el cargo que había ocupado antes de la dictadura: senador nacional por Capital Federal. El retorno a la constitución de 1853 condujo a que los senadores fueran elegidos nuevamente por las legislaturas provinciales, mientras que los dos senadores por Capital Federal eran designados por un Colegio Electoral de 54 miembros, que era elegido popularmente. El senador por la minoría, presente en las anteriores elecciones, no sería restaurado hasta 1994. De la Rúa concurrió acompañado por Juan Trilla, también ligado al balbinismo. En paralelo con la amplia victoria de Alfonsín en los comicios presidenciales, el binomio senatorial De la Rúa-Trilla obtuvo un aplastante triunfo en la Capital Federal con un 61,36 % de los votos y 36 de los 54 escaños del Colegio Electoral contra el 26,07 % de la lista justicialista encabezada por Carlos Ruckauf, garantizando que el radicalismo se quedara con los dos senadores porteños. De la Rúa asumió su cargo el 10 de diciembre de 1983.
Durante su segundo período en el Senado, De la Rúa fue un legislador destacado, ejerciendo como presidente de la Comisión de Asuntos Constitucionales de la cámara alta. Entre los primeros y más destacados proyectos redactados por De la Rúa se encuentra la ley N.º 23.098 de habeas corpus, conocida como «Ley De la Rúa», que regulaba el control judicial en el caso concreto de limitaciones a la libertad ambulatoria en el caso de ser declarado estado de sitio en el país. La misma fue sancionada el 28 de septiembre de 1984 y promulgada por el poder ejecutivo el 19 de octubre. A finales del mismo año, presentó un proyecto por el cual se otorgaría una pensión a las madres que tuvieran cinco o más hijos, y otro por el cual se extendería al esposo el derecho a percibir una pensión por el trabajo de su mujer. Ambos proyectos fueron aprobados, el primero el 24 de septiembre de 1984 y el segundo recién el 22 de agosto de 1985. Mientras que el primero finalmente caducó en diputados, el segundo se convirtió en ley tras ser aprobado por la cámara el 25 de septiembre de 1985. Impulsó también un proyecto para establecer los derechos de voto de los ciudadanos argentinos residentes en el extranjero, recibiendo este la media sanción del Senado el 31 de agosto de 1988 pero nuevamente fracasando en la Cámara de Diputados. Algunos radicales creen que fue quien redactó la ley de Punto Final y la de obediencia debida sancionadas el 4 de junio de 1987, durante el gobierno del radical Raúl Alfonsín, que estableció que los delitos cometidos por los miembros de las Fuerzas Armadas cuyo grado estuviera por debajo de coronel durante el terrorismo de Estado y la dictadura militar no eran punibles.
En medio del debate sobre la ley de divorcio vincular de 1987, iniciativa apoyada por un 62 % de la sociedad de acuerdo con las encuestas, De la Rúa se declaró inicialmente a favor de la misma, aunque impulsó numerosas modificaciones, exigiendo una mayor potestad por parte de los jueces para impedir un divorcio cuando este «implicara consecuencias negativas para el cónyuge o los hijos». De la Rúa defendió estas modificaciones en nombre de «humanizar» el proceso, sugiriendo también la necesidad de que pasaran cinco años para que una persona pudiera volver a casarse. Finalmente votó en contra del proyecto presentado, aunque este fue de todas formas aprobado en el Senado con 26 votos a favor y 14 en contra. En 1988, ligado a las problemáticas enfrentadas por grupos de jubilados, logró la aprobación de la ley N.º 23.592 de Actos Discriminatorios, de su autoría, que exigía compensaciones por los actos discriminatorios con base a raza, religión, nacionalidad, ideología, sexo, posición económica, condición social o caracteres físicos. Considerada avanzada para su época, dicha ley fue objeto de debate en la década de 2010 por tenerse en cuenta que no criminalizaba la discriminación en un sentido estricto y se creía que en realidad fue aprobada en forma apurada por la necesidad del país de adaptarse al Pacto de San José de Costa Rica, luego del fracaso de un intento por parte del ejecutivo de impulsar una ley similar en 1984.
Su banca en el Senado debía renovarse en 1989, debido a las disposiciones de la transición democrática que establecían mandatos acortados para los cargos que se renovaban en forma escalonada, pues por entonces el mandato completo de un senador era de nueve años. De la Rúa se postuló para la reelección por un segundo mandato teniendo como principales competidores a Eduardo Vaca, del Frente Justicialista de Unidad Popular (FREJUPO) y a María Julia Alsogaray, de la Unión del Centro Democrático (UCeDé) dentro de la Alianza de Centro (AC). El eslogan de campaña empleado durante sus anuncios televisivos fue «De la Rúa, un senador en serio». Las elecciones se realizaron anticipadamente el 14 de mayo de 1989, al mismo tiempo que las elecciones presidenciales. Mientras que la lista de diputados del FREJUPO superó en votos a la lista radical, y el candidato presidencial Eduardo Angeloz solo venció en Capital Federal debido al pacto entre la UCR y la Confederación Federalista Independiente, De la Rúa por sí solo fue el candidato más votado con el 39,89 % de los votos sobre el 32,60 % de Vaca y el 19,62 % de Alsogaray. Sin embargo, en el Colegio Electoral el radicalismo empató con el justicialismo con 19 escaños cada uno, contra 11 de la UCeDé, 3 de la CFI y 2 de la Izquierda Unida. Finalmente, un pacto entre la Alianza de Centro y el FREJUPO posterior a las elecciones, que consagraron a Carlos Menem como presidente, sumó una mayoría de 30 escaños y consagró a Vaca como senador.
Tras finalizar su mandato como senador, De la Rúa mantuvo la presidencia del Comité Capital de la Unión Cívica Radical. En abril de 1990, Menem le ofreció un puesto en la Corte Suprema de Justicia, que De la Rúa rechazó por considerar que esta estaba subordinada al oficialismo. Después de dos años fuera de los cargos públicos nacionales se presentó como candidato a diputado nacional por Capital Federal en las elecciones de 1991, encabezando la lista radical. La nómina radical obtuvo un triunfo holgado sobre el justicialismo, con el 40,35 % de los votos sobre el 29,02 % del Frente Justicialista para la Producción y la Estabilidad, que encabezaba Jorge Argüello. De este modo, De la Rúa asumió como diputado el 10 de diciembre de 1991, ocupando la presidencia del bloque de la Unión Cívica Radical (compuesto entonces por 84 diputados) en la cámara baja. Su período como diputado fue en realidad muy corto, ya que se postuló rápidamente como candidato a senador en las elecciones destinadas a realizarse el 28 de junio de 1992, siete meses después, para renovar la banca de Juan Trilla. De la Rúa pretendía permanecer en la Cámara de Diputados, pero fue convencido por la dirigiencia radical de que presentara su candidatura debido a que era la figura del partido con mayor intención de voto.
El principal oponente de De la Rúa sería el fundador y decano de la Universidad de Belgrano Avelino Porto, candidato por una gran coalición menemista entre el PJ, la UCeDé y el Partido Intransigente (PI). De corte conservador liberal, Porto realizó una campaña vigorosa empleando elementos que emulaban, de acuerdo a varios analistas, las campañas electorales estadounidenses, y evitó hacer referencias al justicialismo durante la campaña. Si bien pretendía atraer a los votantes de un distrito particularmente antiperonista, el estilo de Porto erosionó la base de votos originaria del justicialismo porteño, al mismo tiempo que su coalición con el PJ le restó el apoyo de gran parte del electorado no peronista. Del mismo modo, el debate en torno a la posible reelección de Menem giró en torno a la campaña, considerando que una victoria menemista en la capital del país podría jugar a favor del bando reeleccionista, pues ayudaría al oficialismo a alcanzar los dos tercios requeridos para iniciar una reforma constitucional. En este contexto, De la Rúa (que era un opositor acérrimo a la reelección presidencial) obtuvo un aplastante triunfo con el 50,01 % de los votos y una mayoría absoluta de 29 electores contra el 31,67 % de Porto, que obtuvo 18 electores. El Frente País Solidario (FREPASO), recientemente fundado, obtuvo el 7,47 % de los votos y el Movimiento por la Dignidad y la Independencia (MODIN), el 5,62 %, ingresando ambas fuerzas al colegio electoral con 4 y 3 votos. De la Rúa logró de este modo retornar al Senado el 10 de diciembre, después de solo un año en la Cámara de Diputados.
Durante su tercer período en el Senado, De la Rúa integró la comisión de Economía. Su margen de maniobra legislativa se redujo considerablemente, pues en ese momento la cámara estaba integrada por 32 senadores justicialistas y solo 8 radicales (con el resto de las bancas repartidas entre partidos provinciales). En 1993 presentó un proyecto de ley para exigir la incorporación de un mínimo de escritura braille en los documentos públicos y un proyecto de ley Orgánica de la Municipalidad de Buenos Aires, los cuales caducaron durante la etapa de comisión. Destino similar tuvieron un proyecto de 1994 destinado a controlar los aportes privados a la financiación de partidos políticos, y otro a la creación de un «sistema libre y solidario de salud». La mayoría de su historia parlamentaria posterior a su segunda elección se restringe a una serie de proyectos de resolución.

### Reforma constitucional de 1994
Durante la década de 1990, De la Rúa mantenía una actitud fuertemente opositora al gobierno de Carlos Menem, y se opuso tajantemente a que el presidente buscara la reelección en 1995, algo hasta entonces prohibido por la constitución de 1853. La legitimidad de dicha constitución se encontraba en duda desde 1957, cuando el derrocamiento del gobierno peronista derogó la constitución de 1949 y reimplantó la de 1853 mediante una convención constituyente elegida en elecciones no libres, con el peronismo proscripto e impedido para presentarse, y que no llegó a sesionar completamente por falta de quorum. La posibilidad de convocar a una nueva constituyente bajo un amplio consenso político se barajó durante gran parte de la década de 1980 y principios de 1990. Finalmente, ante la posibilidad de que Menem recurriese a un fallo de la Corte Suprema de Justicia para acceder a una segunda candidatura, Alfonsín, entonces presidente del Comité Nacional de la UCR, optó por negociar con el gobierno el apoyo radical (necesario para alcanzar los dos tercios del Congreso) a una reforma constitucional que permitiera una sola reelección consecutiva para el presidente, acortando el mandato a cuatro años, y aceptando una serie de demandas para el radicalismo. De la Rúa rechazó de pleno este acuerdo, conocido como Pacto de Olivos, afirmando que «se habría cortado la mano» antes que firmarlo, y criticó duramente a Alfonsín por esta decisión. Las elecciones para convencionales constituyentes se realizaron en 1994, y De la Rúa no fue candidato.

## Jefatura de Gobierno de la Ciudad de Buenos Aires (1996-1999)

### Elecciones de 1996

Resultados por circunscripción de las elecciones porteñas del 30 de junio de 1996. De la Rúa (rojo) ganó en toda la capital.

Entre las principales exigencias del radicalismo para apoyar la reforma constitucional se encontraba la autonomización de la Capital Federal, entonces un distrito no autónomo con un intendente designado por el presidente de turno de la Nación y un Concejo Deliberante como único organismo electo. Siendo la ciudad de Buenos Aires desde la democratización uno de los principales bastiones electorales de la UCR, se encontraba entonces bajo la intendencia de Oscar Camilión, dirigente del Movimiento de Integración y Desarrollo, y posteriormente por el justicialista Jorge Domínguez, ambos ligados al menemismo. 
Bajo el nuevo régimen municipal, el intendente pasaría a denominarse «Jefe de Gobierno» y sería elegido directamente por los ciudadanos porteños, y el Concejo Deliberante pasaría a ser un poder legislativo autónomo con facultades similares a las de una legislatura provincial. Después de amagar brevemente con la idea de presentarse en las primarias presidenciales radicales de 1994, De la Rúa optó por disputar la naciente jefatura de gobierno, debiendo competir como precandidato del «Movimiento de Participación» en las internas radicales contra el alfonsinista Facundo Suárez Lastra, intendente durante el gobierno de Alfonsín. Las primarias tuvieron lugar el 20 de marzo de 1995 con un rotundo triunfo para De la Rúa, del 70 % de los votos. De la Rúa fue proclamado de este modo como candidato radical a jefe de Gobierno, con el exdiputado nacional Enrique Olivera como compañero de fórmula y candidato a vicejefe. 
De cara a las elecciones, la fórmula De la Rúa-Olivera configuró una colectora con otros cuatro partidos minoritarios: el Frente Progresista Desarrollista de los Jubilados, Generación Intermedia, Solidaridad y el Partido Social Demócrata.
Las elecciones porteñas para las autoridades autónomas tuvieron lugar más de un año más tarde, el 30 de junio de 1996. La candidatura de De la Rúa a la jefatura de gobierno se produjo en un contexto sumamente desfavorable para el radicalismo, en franco declive después de la derrota abrumadora en las elecciones de 1995, en las que su candidato presidencial, el gobernador de Río Negro Horacio Massaccesi, se ubicó en tercer puesto detrás del recientemente fundado FREPASO. El 8 de octubre de ese año, la UCR sufrió un nuevo revés al perder las elecciones para la renovación senatorial, con el FREPASO imponiéndose y arrebatándole gran parte del voto opositor en favor de Graciela Fernández Meijide, antigua militante de la Democracia Cristiana y miembro de la CONADEP. Fernández Meijide se presentó como primera candidata del FREPASO a la Legislatura Estatuyente, que debía redactar la constitución o estatuto del nuevo distrito autónomo y cuya elección se realizaría al mismo tiempo que la elección para jefe de Gobierno. El FREPASO postuló al socialista Norberto La Porta como candidato, mientras que el intendente menemista Jorge Domínguez se presentó para el continuar al frente de la ciudad por el Partido Justicialista, enfrentando la disidencia de Gustavo Béliz, de la fuerza Nueva Dirigencia. Ante este escenario, el oficialismo aparecía desgastado por la división y la difícil situación económica del país, y la competencia se centró entre De la Rúa y La Porta.
Al igual que en anteriores elecciones, De la Rúa mantuvo un discurso con fuerte énfasis en denunciar la corrupción política imperante, tanto en el gobierno de Menem como en la intendencia de Domínguez, a quien definió como un «intendente de facto» casi de dos años después de realizarse la reforma constitucional sin que se hubieran normalizado las instituciones autónomas. Se comprometió mayormente a fortalecer la transparencia institucional y buscar el desendeudamiento de la ciudad. De la Rúa y La Porta manifestaron ciertas coincidencias antes de la campaña y se comprometieron a cooperar para que Domínguez traspasara el mando al jefe de Gobierno electo si perdía las elecciones tan rápido como fuera posible, independientemente de quien resultara ganador. Respaldado por el fuerte aparato radical presente en la ciudad y con un historial favorable por su carrera como legislador y opositor al justicialismo, De la Rúa lideró todas las encuestas de intención de voto por márgenes holgados y obtuvo una cómoda victoria con el 39,89 % de los sufragios, triunfando en todos los distritos de la capital, contra el 26,50 % de La Porta y el solo 18,62 % de Domínguez, que se ubicó en un lejano tercer puesto. Además de representar un fuerte deterioro para el gobierno menemista, la elección puso de manifiesto las popularidades personales tanto de De la Rúa como de Fernández Meijide, pues hubo un masivo corte de boleta en favor de ambos, al punto que mientras De la Rúa se impuso en toda la ciudad en la elección ejecutiva, Fernández Meijide logró lo propio en la categoría legislativa, otorgándole al FREPASO la primera minoría en la Legislatura Estatuyente.

### Descentralización
Durante la gestión municipal se crearon órganos como la sindicatura del gobierno de la ciudad, la defensora del consumidor, dirección general de higiene y seguridad alimentaria y el ente regulador de servicios[cita requerida]. Durante su período se produce la sanción de la Constitución de la Ciudad de Buenos Aires.
A principios de 1998 la Legislatura porteña aprobó el Código de Convivencia Urbana que, entre otras medidas, eliminaba los edictos policiales e imponía el concepto de «tolerancia» hacia manifestaciones de diversa índole como el travestismo y la oferta de sexo en la vía pública, lo que desató muchas protestas de los vecinos y de la oposición.

### Expansión de los subterráneos

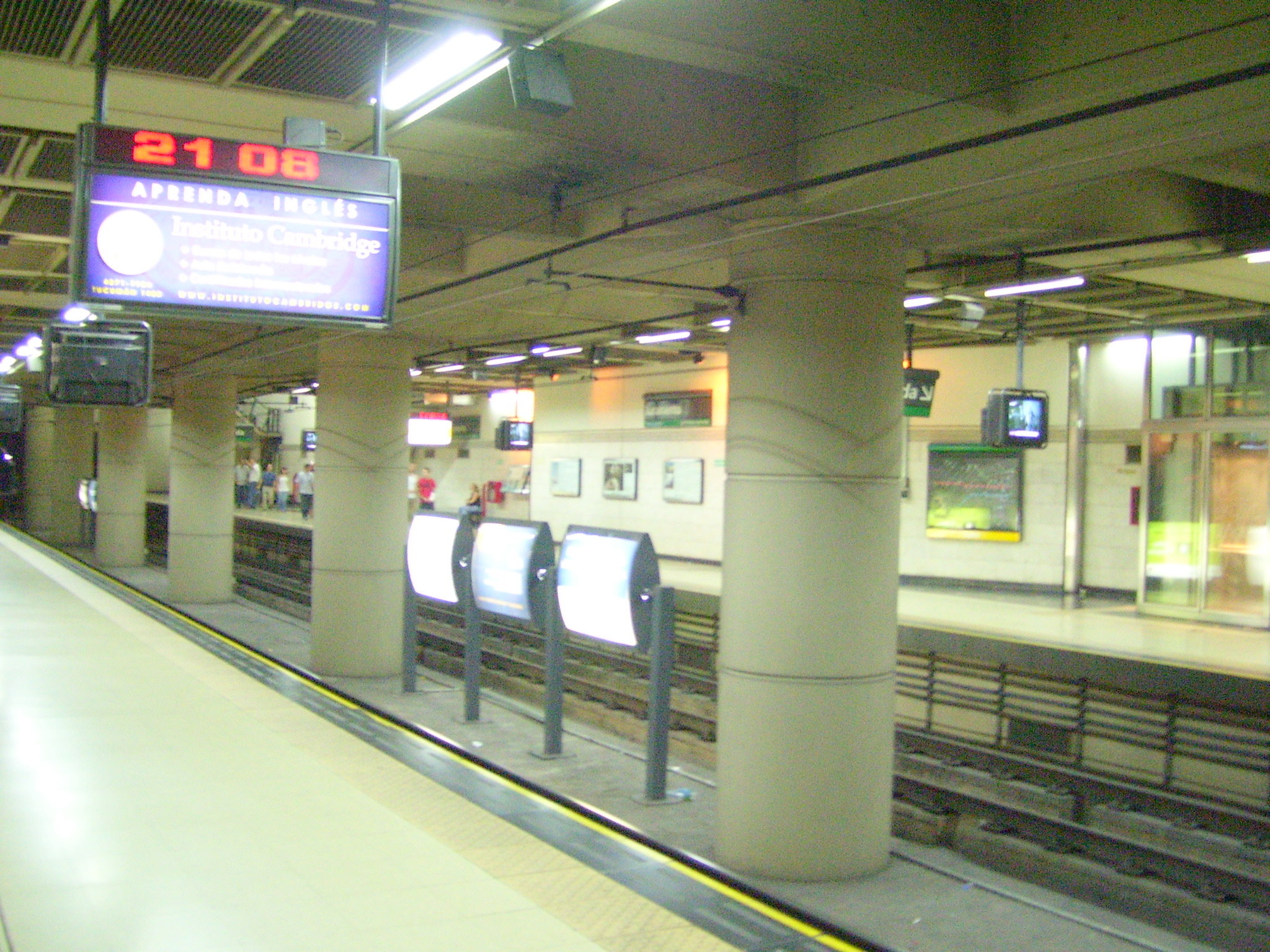
Estación Juramento - Línea D.

Las obras para la prolongación de la Línea D con rumbo a Belgrano ya habían sido reiniciadas por Jorge Domínguez en 1996.
Poco después, el 13 de noviembre de 1997 fue inaugurada José Hernández y el 21 de junio de 1999 comenzó a prestar servicios la estación Juramento, en pleno centro de Belgrano. Los trabajos para la prolongación de la Línea D culminaron en el barrio de Núñez, con la nueva terminal denominada Congreso de Tucumán, la cual fue habilitada el 27 de abril de 2000.
Mientras tanto, en noviembre de 1999, comenzó la construcción de las estaciones Tronador y De los Incas - Parque Chas de la Línea B. Paralelamente el gobierno porteño comienza a gestionar la construcción de la flamante Línea H [cita requerida](Retiro - Nueva Pompeya), aunque su construcción recién sería iniciada durante la gestión de Aníbal Ibarra.[cita requerida]
Entre medio, el 21 de abril de 1999, el aún presidente Carlos Menem firmó el Decreto PEN N.º 393/99 en favor de la transferencia del ejercicio de la fiscalización y el control de los subterráneos en favor de la ciudad. Si bien la Legislatura de la Ciudad Autónoma de Buenos Aires, aprobó una ley adhiriendo al decreto nacional mencionado, la posterior crisis socioeconómica de 2001 provocó que el efectivo traspaso de dichas funciones se diluyera en el tiempo.

### Tránsito

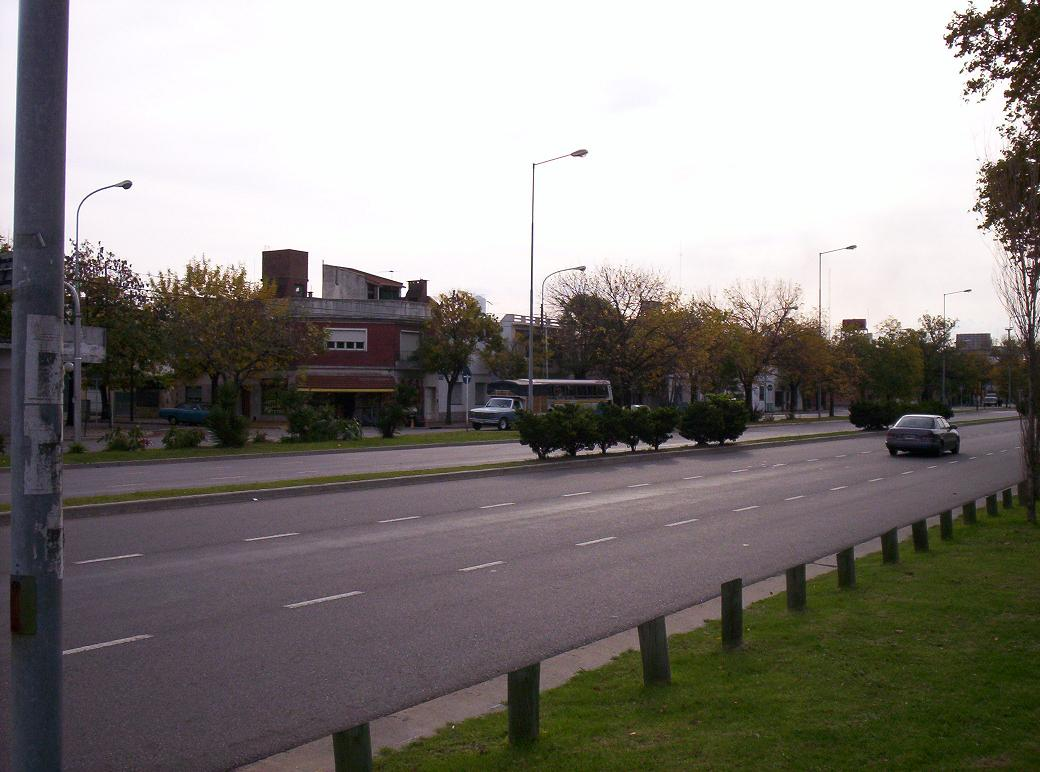
Vista de la Avenida Goyeneche, en el barrio de Saavedra.

En 1994, como parte de los contratos de concesión de autopistas, se anuncia la intención de extender la ruta Panamericana dentro de la Capital Federal mediante un viaducto elevado hasta la Av. Congreso aprovechando los terrenos remanentes de lo que iba a ser la Autopista Central AU-3 (ver Plan de Autopistas Urbanas de 1976). Sin embargo, los vecinos se oponen terminantemente y el intendente Jorge Domínguez, propone en su lugar la construcción de una avenida de acceso rápido, abarcando casi la totalidad del espacio vacante entre las calles Holmberg y Donado. Sin embargo no se llega a un consenso y el plan queda en suspenso. 
Recién durante la gestión de Fernando De la Rúa, atendiendo al reclamo de los vecinos, se vuelve a modificar el proyecto de la avenida rápida incorporando una calle lateral de tránsito vecinal (separada de la vía rápida) y otras modificaciones que tendieron a privilegiar los espacios verdes.[cita requerida] Los vecinos se mostraron satisfechos y la construcción de la obra se realizó entre los años 1997 y 1998, constituyendo la actual avenida Roberto Goyeneche.
Otra obra que reinicia De la Rúa, es la de la Autopista Occidental AU-7. Esta obra, que contemplaba unir los barrios de Villa Soldati y Villa Pueyrredón, había sido iniciada en 1980 con algunos viaductos en el sector de la avenida Lacarra (parque Almirante Brown), sin embargo su ejecución se había suspendido en 1982, quedando estas estructuras abandonadas. En 1998, se reinician los trabajos aunque en una versión recortada del proyecto, yendo solo desde la Avenida Dellepiane hasta el Riachuelo. En 2000 se inaugura el primer tramo desde Av. Dellepiane hasta la Av. Roca y en 2002 se completa la obra hasta el Riachuelo, recibiendo en ese momento el nombre de Autopista Cámpora.
En septiembre de 1997, ante el reiterado reclamo de los ciclistas porteños, De la Rúa también inauguró el primer tramo de 7,12 kilómetros de lo que sería posteriormente la Red de Bicisendas de la Ciudad de Buenos Aires. [cita requerida]Este primer tramo partía de Av. Libertador y Carlos Casares, frente al Jardín Japonés, luego corría paralela a la avenida Figueroa Alcorta y terminaba en la esquina de Av. Libertador y García del Río. 
Esta nueva senda para bicicletas contaba con todo el trayecto debidamente señalizado para que los peatones no usurparan el paso a las bicicletas.

### El espacio público

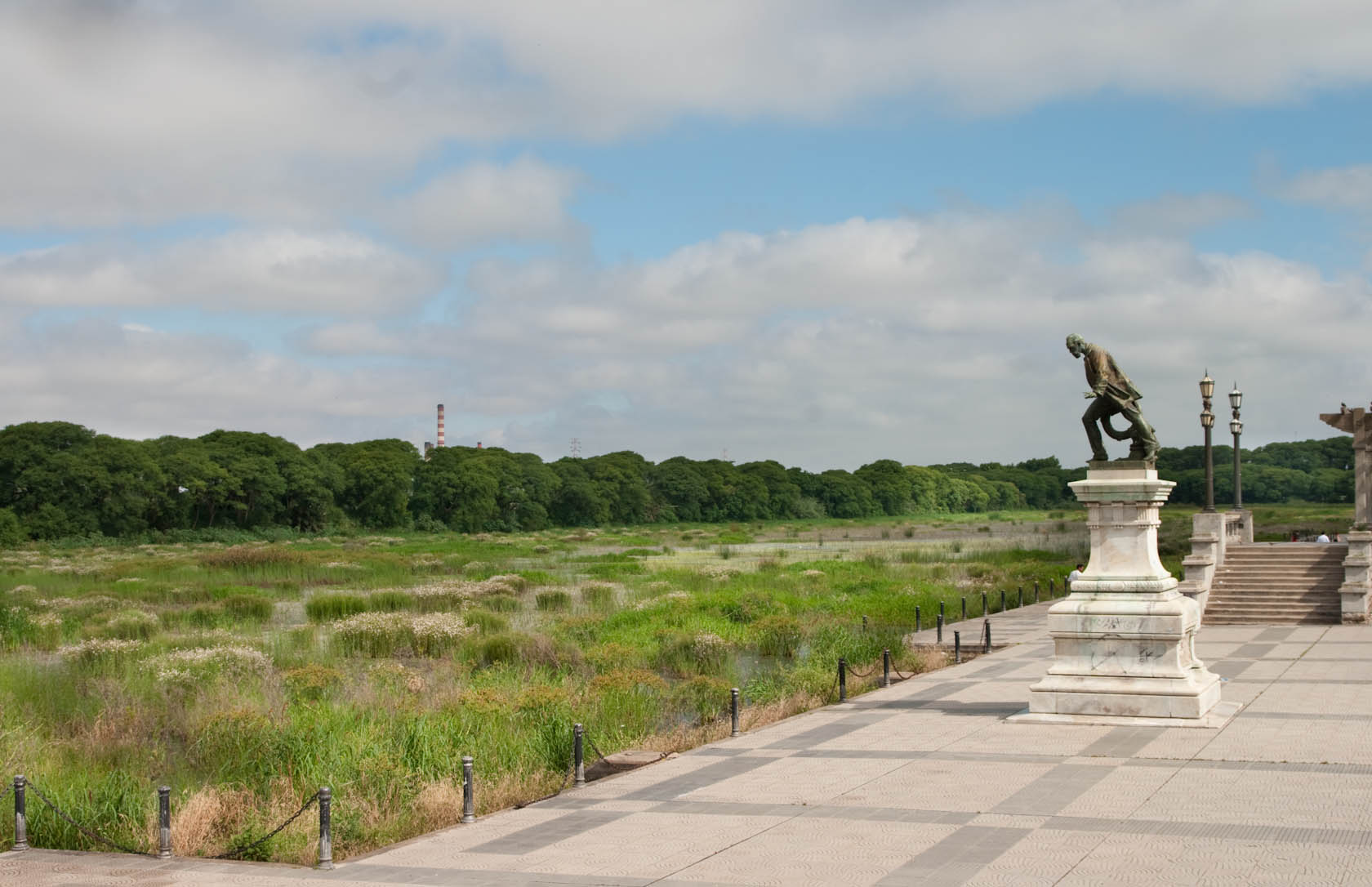
Paseo Costanera Sur - Vista de los pastizales que hoy ocupan la ex Laguna de los Coipos

Una de las primeras medidas de la gestión De la Rúa fue anular, en 1997, las polémicas concesiones del restaurante bailable «Ski Ranch» (Costanera Norte) y del Campo de Golf-Velódromo por haber encontrado graves incumplimientos en los contratos.[cita requerida]
El «Ski Ranch», que ocupaba el terreno del tradicional Espigón Dorrego, fue demolido por la comuna y en su lugar se construyó un parque público. La iniciativa del Gobierno era recuperar el paseo costanero. 
Inmediatamente De la Rúa firmó un decreto por el que obligaba a casi todos los concesionarios a presentarse en la Secretaría de Hacienda y Finanzas para analizar cada contrato en particular.
El principal efecto de esta medida se sintió en la avenida Intendente Güiraldes, un tradicional paseo de la costa porteña, donde se ubicaban numerosos locales gastronómicos concesionados por la Municipalidad de Buenos Aires en la década del ´70. El paseo gastronómico fue muy popular durante varios años, con una oferta muy variada para todas las clases sociales.
Sin embargo, su decadencia comenzó con los años ´90 y se profundizó cuando Fernando De la Rúa tomó la decisión de clausurar varios locales, porque las concesiones estaban en su mayoría vencidas o presentaban inconsistencias. La mayoría de los restaurantes fueron demolidos y convertidos en parte del paseo público. Finalmente solo sobrevivieron unos pocos restaurantes. 
A fines de 1999, el paseo costanero incorporó un nuevo atractivo: el parque temático Tierra Santa. Con edificaciones de estilo helénico, romano, judío, egipcio y babilónico, los visitantes podían recorrer los distintos momentos de la vida de Cristo e interactuar con actores caracterizados como personajes de la época. La nueva atracción fue construida sobre terrenos que se hallaban disponibles del Balneario Parque Norte.
Otro lugar recuperado durante la gestión de De la Rúa fue la Costanera Sur (Puerto Madero) y la Laguna de los Coipos, un espejo de agua de 11 hectáreas ubicado en la Reserva Ecológica. Las tareas habían consistido en la remoción de 50 000 metros cúbicos de barro, desmalezamiento, retiro de residuos sólidos y profundización del terreno.
La obra incluyó, en una segunda etapa, la reconstrucción del veredón inferior de la rambla que pasa junto a la Laguna los Coipos.
Dentro de la trama urbana, cabe destacar que, si bien durante la gestión de Jorge Domínguez se procedió a cercar el paseo del Rosedal para su protección, es durante la gestión de De la Rúa cuando se populariza la polémica tradición de enrejar plazas y monumentos históricos, para impedir que sean vandalizados.

### Gabinete
| Secretarías del Gobierno de Fernando De la Rúa          | Secretarías del Gobierno de Fernando De la Rúa    | Secretarías del Gobierno de Fernando De la Rúa                                                  |
| Cartera                                                 | Titular                                           | Período                                                                                         |
| ------------------------------------------------------- | ------------------------------------------------- | ----------------------------------------------------------------------------------------------- |
| Secretaría de Gobierno                                  | Juan Octavio Gauna Enrique Mathov                 | 7 de agosto de 1996 - 12 de marzo de 1998 12 de marzo de 1998 - 10 de diciembre de 1999         |
| Secretaría de Hacienda y Finanzas                       | Adalberto Rodríguez Giavarini Eduardo Delle Ville | 7 de agosto de 1996 - 26 de mayo de 1998 26 de mayo de 1998 - 10 de diciembre de 1999           |
| Secretaría de Producción y Servicios                    | Nicolás Gallo                                     | 7 de agosto de 1996 - 24 de marzo de 1999                                                       |
| Secretaría de Obras y Servicios y Transporte y Tránsito | Hugo Clausse                                      | 24 de marzo de 1999 - 10 de diciembre de 1999                                                   |
| Secretaría de Planeamiento Urbano y Medio Ambiente      | Enrique César Fazio Enrique Garcia Espil          | 7 de agosto de 1996 - 18 de julio de 1997 18 de julio de 1997 - 28 de febrero de 1999           |
| Secretaría de Planeamiento Urbano                       | Enrique Garcia Espil                              | 1 de marzo de 1999 - 10 de diciembre de 1999                                                    |
| Secretaría de Industria, Comercio, Turismo y Empleo     | Rafael Kohanoff                                   | 2 de julio de 1998 - 29 de abril de 1999                                                        |
| Secretaría de Industria, Comercio y Trabajo             | Rafael Kohanoff                                   | 29 de abril de 1999 - 10 de diciembre de 1999                                                   |
| Secretaría de Cultura                                   | María Sáenz Quesada Darío Lopérfido               | 7 de agosto de 1996 - 28 de abril de 1998 28 de abril de 1998 - 10 de diciembre de 1999         |
| Secretaría de Educación                                 | Horacio Sanguinetti Mario Giannoni                | 7 de agosto de 1996 - 15 de noviembre de 1997 15 de noviembre de 1997 - 10 de diciembre de 1999 |
| Secretaría de Acción Social                             | Rafael Kohanoff Cecilia Felgueras                 | 7 de agosto de 1996 - 7 de septiembre de 1998 7 de septiembre de 1998 - 10 de diciembre de 1999 |
| Secretaría de Salud                                     | Héctor Lombardo                                   | 7 de agosto de 1996 - 10 de diciembre de 1999                                                   |
| Secretaría de Turismo                                   | Hernán Lombardi                                   | 29 de abril de 1999 - 10 de diciembre de 1999                                                   |
| Secretaría de Medio Ambiente y Desarrollo Regional      | Norberto La Porta                                 | 1 de marzo de 1999 - 10 de diciembre de 1999                                                    |
| Subsecretarías del Gobierno de Fernando De la Rúa       |                                                   |                                                                                                 |
| Cartera                                                 | Titular                                           | Período                                                                                         |
| Subsecretaría General                                   | Antonio Ostuni                                    | 7 de agosto de 1996 - 10 de diciembre de 1999                                                   |
| Subsecretaría de Legal y Técnica                        | Germán Voss Jorge Barbagelata                     | 7 de agosto de 1996 - 7 de septiembre de 1998 7 de septiembre de 1998 - 10 de diciembre de 1999 |
| Subsecretaría de Coordinación de Gabinete               | Luis Gregorich                                    | 7 de agosto de 1996 - 10 de diciembre de 1999                                                   |

## Presidencia (1999-2001)

### Camino a la presidencia

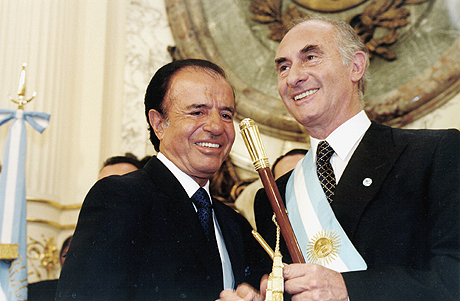
Carlos Menem le entrega el bastón de mando a Fernando De la Rúa el 10 de diciembre de 1999.

Al año siguiente de su asunción como jefe de Gobierno, en agosto de 1997, se formó la Alianza por el Trabajo, la Justicia y la Educación, con varios partidos políticos de centro e izquierda moderada, siendo los principales la Unión Cívica Radical y el Frente País Solidario (Frepaso). El principal objetivo de la Alianza era conformar listas comunes en la mayor cantidad posible de distritos de cara a las legislativas de ese mismo año, y además, disputarle el poder al Justicialismo en las presidenciales de 1999. Buena parte de esas aspiraciones se cumplieron cuando, con listas conjuntas en 14 distritos (incluyendo la Capital y la provincia de Buenos Aires) en octubre de 1997 la UCR y el Frepaso triunfaron con el 45 por ciento de los votos en todo el país, causando la primera derrota electoral nacional del Partido Justicialista desde 1985. 
Como resultado de los acuerdos entre los dos partidos mayoritarios de la coalición hasta entonces opositora, la candidatura presidencial para las elecciones de 1999 se definiría en internas abiertas entre un candidato de la UCR y un postulante del Frepaso. Tras lograr el respaldo de la mayoría del Partido Radical —en especial el aval clave del expresidente Raúl Alfonsín— De la Rúa se convirtió en 1997 en presidente del Comité Nacional de la UCR y luego, meses después, en precandidato presidencial por su partido. El Frepaso le opuso a Graciela Fernández Meijide, que contaba con el antecedente de la elección anterior de haber derrotado al justicialismo en la provincia de Buenos Aires (hasta entonces un distrito fuertemente duhaldista).
Fernando De la Rúa logró la victoria en la interna abierta en noviembre de 1998, alcanzando el 62 % de los votos contra el 38 % del Frepaso en todo el país. Consagrado Fernando de la Rúa como candidato presidencial, el líder del Frepaso, Carlos Álvarez, decidió acompañarlo como candidato a vicepresidente para reforzar la unidad de la coalición.

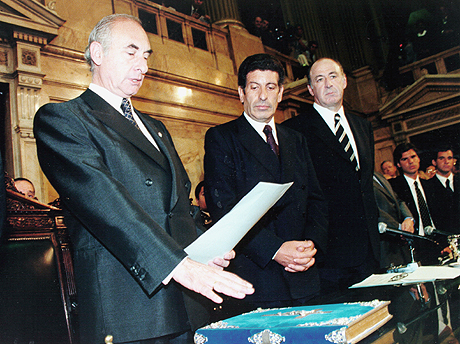
De la Rúa jura como presidente en 1999.

Fernando De la Rúa, candidato de la Alianza, fue elegido presidente en las elecciones del 24 de octubre de 1999, y el justicialismo perdió la mayoría en la Cámara de Diputados. La Alianza y su fórmula De la Rúa-Álvarez obtuvo el 48,5 % de los sufragios, contra el 38,09 % del binomio peronista Eduardo Duhalde-Ramón Ortega. En tercer lugar, con el 10,09 % de los votos, aparecía el exministro de Economía Domingo Cavallo.
Uno de los éxitos de la campaña electoral fue la campaña publicitaria televisiva de De la Rúa, en el cual pronunciaría la frase «Dicen que soy aburrido...» con la cual se lo relacionaría más adelante. Dicha publicidad buscaba contrastar al candidato presidencial con la frivolidad que el público percibía en el gobierno menemista. La campaña electoral estuvo a cargo de Ramiro Agulla, David Ratto (publicista de Raúl Alfonsín en las elecciones de 1983) y Antonio de la Rúa, este último hijo del propio Fernando De la Rúa. El hijo del presidente lideraría al «Grupo Sushi», un entorno con influencia en las decisiones de Fernando De la Rúa.

### Política económica
La victoria de De la Rúa se debió al fuerte rechazo público hacia la figura de Carlos Menem, así como también al deterioro de la situación económica del país, que en 1999 terminaba con una caída del PBI de alrededor de 3,4 puntos porcentuales respecto al año anterior. El desempleo se acercaba al 14 %, luego de haber alcanzado la cifra récord de 18,6 % algunos años antes, y la pobreza era del 30 % aunque seguía siendo menor que la que había antes de que él asumiera. El país tenía serios problemas en materia educativa y sanitaria, y la dirigencia política tenía una mala imagen pública. Además, el gobierno peronista dejaba un elevado déficit fiscal, con un rojo de más de mil millones de pesos, una deuda externa del orden de los 150 000 millones anuales con vencimientos de casi 25 000 millones en el año próximo. La inestabilidad económica provocó constantes cambios en el Ministerio de Economía, pasando por José Luis Machinea (1999 - marzo de 2001), Ricardo López Murphy (marzo-abril de 2001) y por último Domingo Cavallo, que ya había sido Ministro de Economía entre 1991 y 1996 y que había impulsado la Ley de Convertibilidad.
Debido a esto, Machinea tomó severas medidas de ajuste con el propósito de sanear las finanzas. A principios del 2000 se aprobó una Ley de Reforma Tributaria, que entre otras cuestiones, aumentó el mínimo no imponible del Impuesto a las Ganancias y generalizó la aplicación del IVA. A esto se le sumaron recortes de sueldos y despidos de empleados estatales, entre los que se encontraban docentes, fuerzas de seguridad, administrativos y judiciales. La economía continuaba contrayéndose y el desempleo aumentaba. Para reducir la presión de la deuda externa el gobierno negoció un paquete de salvataje de cerca de 40 000 millones de dólares, conocido como Blindaje financiero. Sin embargo no fue suficiente para reactivar la economía y en marzo de 2001 Machinea decidió presentar su renuncia.
Machinea fue reemplazado en el cargo por Ricardo López Murphy quien duró apenas 16 días en el cargo tras realizar un nuevo ajuste del gasto público con recortes de salarios estatales que no fue acompañado por la Unión Cívica Radical. El último ministro de Economía de De la Rúa fue Domingo Cavallo, quien ya había ocupado ese lugar durante la presidencia de Menem. Sus primeras medidas fueron la creación del impuesto al cheque y el recorte del 13 % en haberes previsionales y del salario de empleados estatales. La situación económica empeoró rápidamente con aumentos del desempleo, la pobreza y el riesgo país. En noviembre se inició una reestructuración de la deuda externa, conocida como «Megacanje». La desconfianza en el sistema financiero produjo fuertes retiros de depósitos bancarios. Para frenarlos, el ministro de Economía impuso restricciones al retiro de fondos, medida que recibió el nombre de «corralito». Estos hechos desembocaron en la crisis de diciembre de 2001 en Argentina.

#### Gestión de José Luis Machinea
La primera medida trascendente antes de finalizar 1999 fue la aprobación de la Ley de Reforma Tributaria, que preveía aumentar el impuesto a las ganancias, realizar quitas a las jubilaciones mayores a los 3100 pesos, generalizar la aplicación del IVA, entre otras modificaciones que suponían un aumento de casi todos los impuestos internos. El aumento impositivo fue parte de un paquete que procuró en general mejorar la economía, así como atender deudas pendientes como el Fondo para el Incentivo Docente, pero esto resultó sin embargo insuficiente para resolver el deterioro de las finanzas públicas. A lo largo del año 2000 el gobierno buscó controlar el gasto público, bajar las tasas internas de interés y mantener la estabilidad monetaria y financiera. De la Rúa tomó severas medidas de ajuste: dispuso un recorte de sueldo entre 8 y 20 % a los empleados públicos, docentes, fuerzas de seguridad y empleados judiciales que afectaron a más de 140 000 personas, recortes en el presupuesto de las Universidades Nacionales y el despido de 10 000 empleados, como parte de un paquete de ajuste exigido por el FMI. Sin embargo las medidas no dieron resultado, para el año 2000 la crisis continuó, la economía se contrajo 0,5 % del PBI y la desocupación alcanzó el 14,7 %.

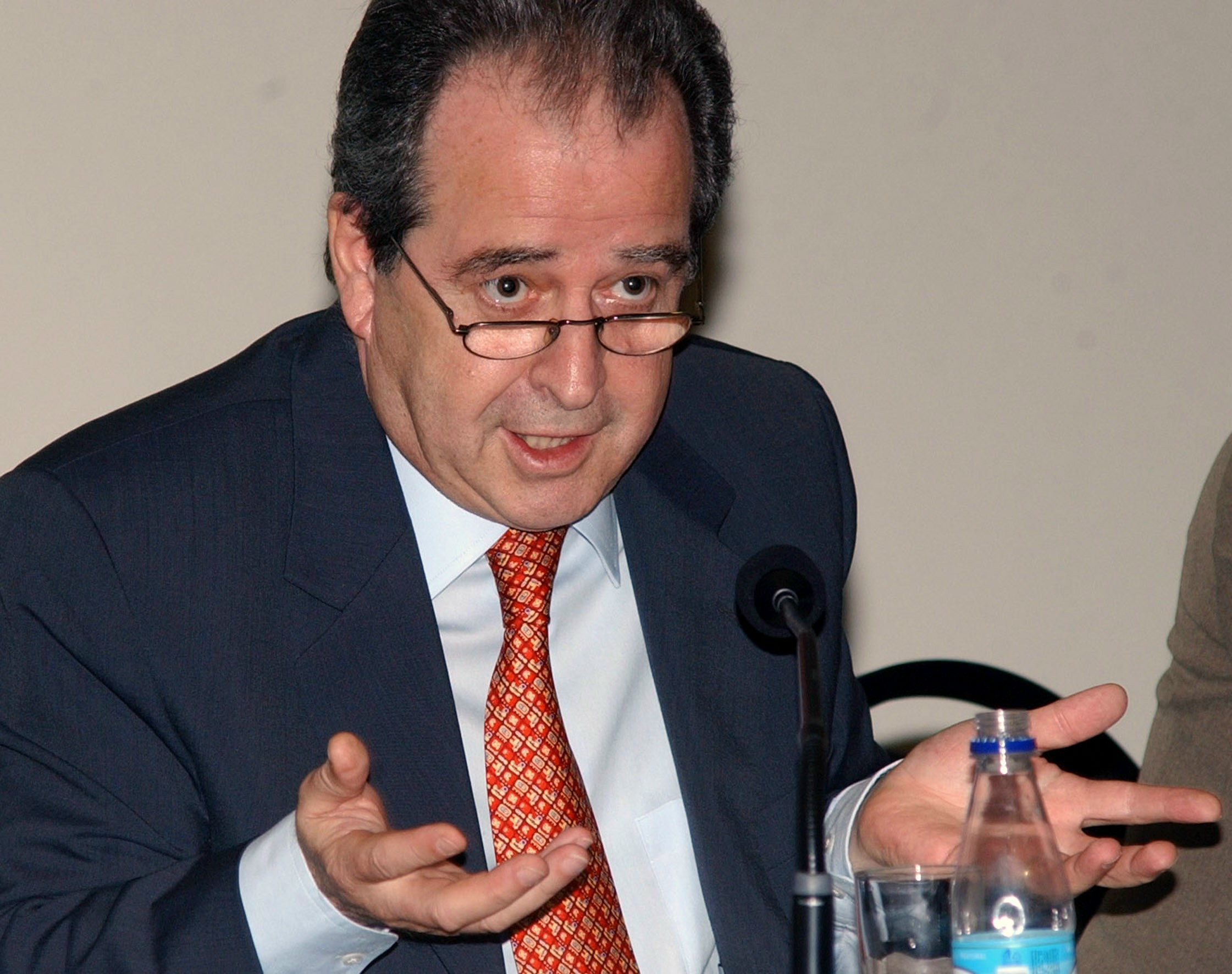
José Luis Machinea, primer ministro de economía del gobierno de De la Rúa.

A partir de diciembre de 2000 la actividad industrial cayó. En Tierra del Fuego, la producción de electrodomésticos fue solo de 610 artefactos, cuando el peor año había sido el 2000 con 19 115 artefactos. la producción de artefactos de televisión cayó 89 % con respecto al igual periodo del año anterior, la producción de videocaseteras fue del 94 %, la de microondas del 84 %, auto-radios del 73 %. Cerraron muchas fábricas con una antigüedad de más de cien años, como la empresa elaboradora de alfajores Balcarce.
En octubre el desempleo alcanzó al 18,3 % de la población activa. La deuda pública llegó a 132 000 millones de dólares, se registró una contracción mayor al 11 % en la actividad fabril y al 20 % en construcción en términos anuales, el PBI per cápita bajó 10 % y la inversión un 30 % y un déficit de 8500 millones.
El gobierno de De la Rúa pidió ayuda complementaria al Fondo Monetario Internacional (FMI) y a los bancos privados para reducir la presión de la deuda externa. En diciembre de 2000, el ministro de Economía José Luis Machinea negoció un paquete de salvataje de cerca de 40 000 millones de dólares, conocido como Blindaje financiero para ganar confianza y credibilidad en el exterior y bajar los intereses y renovar más fácilmente los vencimientos. Sin embargo, el «blindaje» no fue suficiente para reactivar la economía y en marzo de 2001 Machinea decidió presentar su renuncia.
En enero de 2001 las reservas internacionales del BCRA habían alcanzado el récord histórico de 37 380 millones de dólares, el cual sería superado en el año 2007 durante el gobierno de Néstor Kirchner.

#### Gestión de Ricardo López Murphy
En marzo de 2001 asumió como ministro Ricardo López Murphy que llevó a cabo un severo programa de ajuste fiscal por 2500 millones de dólares, de los cuales 1100 millones correspondían al área educativa. También se eliminaron partidas por 660 millones de pesos/dólares destinadas a las provincias, recorte en el presupuesto universitario por 361 millones para el 2001 y 541 millones para el 2002, recortes en sueldos docentes por 220 millones, rebajas en el salario familiar por 129 millones, recortes en jubilaciones por 127 millones y postergación en el pago de las mismas, anulación de pensiones y becas estudiantiles, achique y recorte en los programas sanitarios por 50 millones. También incluyó el aumento del IVA del 15 al 21 % para espectáculos culturales, fútbol, teatro y cine, la eliminación de ayuda a productores rurales de siete provincias por 180 millones, el despido inmediato de 40 000 empleados públicos, flexibilización laboral aumentando el período de prueba de 3 a 12 meses y recortes en las indemnizaciones por despido, privatización de las casas de juego y de parte del Banco Nación. 
El manejo del gobierno radical deterioró la economía rápidamente: las tasas interbancarias orillaban el 900 % anual y el riesgo país se disparó dificultando las inversiones. Sus proyectos chocaron con una muy fuerte oposición popular, particularmente dentro del mismo Partido Radical y en sus brazos juveniles y universitarios. También puso en situación de ruptura a la coalición gobernante ya que los miembros del Frepaso dentro del Gabinete anunciaron su renuncia luego de que fuera presentado el programa económico. 
Debido a esto, López Murphy se vio obligado a retirarse luego de apenas 16 días en el Ministerio de Economía.

#### Gestión de Domingo Cavallo
Se convocó a ocupar la cartera a Domingo Cavallo, expresidente del BCRA durante la dictadura y Ministro de economía del menemismo. Cavallo inició su gestión prometiendo un crecimiento anual del 5 % e intentando rebajar impuestos distorsivos y reanimar la industria, presentado como «planes de competitividad». Se aprobó el impuesto a las operaciones bancarias y se efectuaron delegaciones de algunas de las atribuciones del poder legislativo en el poder ejecutivo.
Sin embargo, los mercados reaccionaron tan mal como los organismos internacionales de crédito. En julio de ese año, debido a la presión fiscal y la imposibilidad de normalizar la economía, Cavallo viró hacia una fuerte ortodoxia económica. Para ello presentó un plan de «déficit cero», con un nuevo recorte general de gastos en la administración pública para evitar gastar más de lo que ingresaba en el Estado. La resistencia para obtener del Congreso la ley en cuestión fue muy grande, incluso dentro del radicalismo en los sectores adherentes al alfonsinismo, pero De la Rúa la obtuvo pidiendo un esfuerzo tanto a los legisladores opositores como a los propios y a la población en general. Se argumentaba que «si no hay arreglo, llega el caos». Esto tampoco ayudó, y el continuo ajuste contraía aún más la economía en el marco de un contexto internacional de recesión regional y global, que tampoco ayudaba a la Argentina a crecer.
Cavallo junto a su equipo económico y Patricia Bullrich, entonces Ministra de Trabajo, anunciaron más ajustes. Se aprobó el impuesto a las operaciones bancarias, un recorte del 13 % en haberes previsionales que afectaron a 533 401 jubilados, recortes del 13 % sobre el salario de empleados estatales, y se emitió deuda por 3000 millones. Estas medidas enfriaron el consumo y conllevaron a una mayor caída de los niveles de empleo. El déficit fiscal se disparó a 4000 millones de dólares. El desempleo pasó de 14,7 % en el año 2000 a 25 % a comienzos de 2001, niveles que marcaron un récord histórico en el país, superior incluso a los de la crisis de 1930.
Durante el 2001 la situación económica se deterioró rápidamente: las tasas interbancarias orillaban el 900 % anual, el riesgo país se disparó, (en marzo superó 800 puntos y en octubre llegó a 1859 puntos, el más alto del mundo), acompañado de una baja de 540 millones de pesos en depósitos bancarios en un solo día. En octubre el desempleo fue récord 4,8 millones entre desocupados, 18,3 % de la población activa. La deuda pública llegó a 132 000 millones de dólares, se registró una contracción mayor al 11 % en la actividad fabril y al 20 % en construcción en términos anuales, el PBI per cápita bajó un 10 % y la inversión un 30 %, y un déficit de 8500 millones, sin contar el de las provincias.

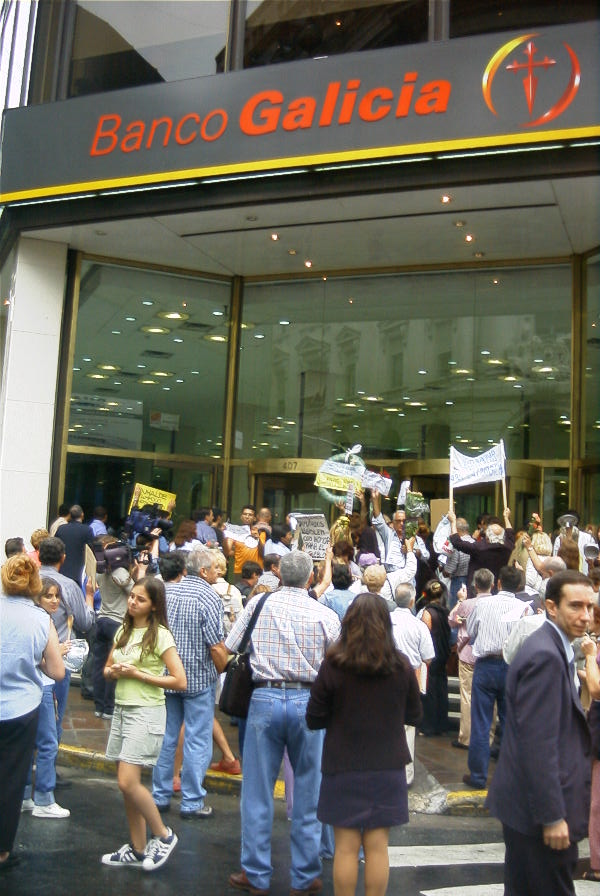
Manifestación en contra del corralito financiero (Nota: la foto es posterior a la renuncia de De la Rúa).

En noviembre, el gobierno de De la Rúa inició una reestructuración de los compromisos de la deuda externa, denominada «Megacanje». Hacia fines de ese mes, el agravamiento inusitado de la situación económica, con inversiones que se alejaban debido a la complicada situación política, provocó desconfianza pública en el sistema financiero, por lo que se produjeron fuertes retiros de depósitos bancarios. Para frenarlos, el ministro de Economía impuso restricciones que implicaban el congelamiento de los fondos depositados en los bancos, medida conocida como el «corralito». La medida fue promulgada el 1 de diciembre y originalmente permitía sólo un retiro de 250 pesos en efectivo semanales, la prohibición de enviar dinero al exterior del país y la obligación de realizar la mayor parte de las operaciones comerciales mediante cheques, tarjetas de crédito o de débito, y tenía prevista una duración por 90 días.
Ante una brusca caída de los depósitos y la fuga de divisas, el 1 de diciembre de 2001 se emitió el decreto 1570/2001, que establecía prohibiciones para el retiro de dinero de las entidades financieras por parte del público. Al restringir bruscamente la liquidez monetaria estas medidas ahogaron todo movimiento económico, paralizando el comercio y el crédito, rompiendo las cadenas de pago. Las restricciones al retiro de dinero, sumada a la incautación de los depósitos promovida por Domingo Cavallo fueron conocidas popularmente como Corralito. Estos hechos desembocaron en la crisis de diciembre de 2001 en Argentina.
El corralito fue altamente impopular y perjudicó todavía más a numerosos sectores de la economía argentina. El FMI, en tanto, endureció su posición y se negó a enviar 1260 millones con los que se había comprometido a colaborar en el marco del préstamo conocido como «blindaje», argumentando que la Argentina no habría cumplido sus compromisos de mantener el «déficit cero».

### Política interior
Al asumir intervino la Provincia de Corrientes que desde hacía meses estaba en un grave conflicto político y financiero, con paros ininterrumpidos y la destitución del gobernador Hugo Rubén Perie. La tarea le fue encomendada a Ramón Mestre que debió normalizar la situación provincial.

Lanzó iniciativas como el Plan de Infraestructura que mediante acuerdos con los gobiernos provinciales y financiamiento privado buscaba realizar obras de caminos, agua y vivienda en todo el país por 20 000 millones de dólares. La medida fue tomada por decreto ya que, según el ministro del interior Federico Storani, no había seguridad de que el Congreso sancionara la ley con la rapidez necesaria.[cita requerida]

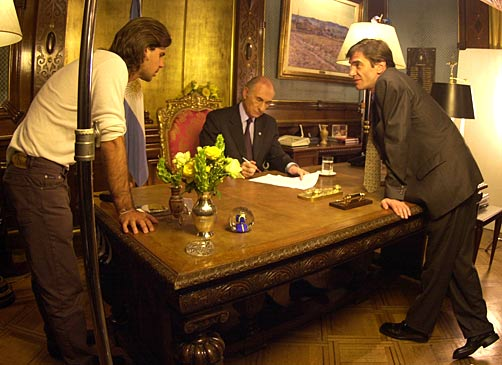
De la Rúa prepara su discurso luego de la renuncia de Carlos Álvarez, octubre de 2000

El gobierno logró que en mayo del 2000 se apruebe la ley de flexibilización laboral que había impulsado los entonces ministros de Trabajo, Alberto Flamarique y Economía, José Luis Machinea. Los objetivos de la Ley de Reforma Laboral eran por un lado debilitar el poder gremial de los sindicatos grandes en favor de los pequeños y por otro bajar los costos laborales. La fuerte resistencia del justicialismo a votar el proyecto produjo modificaciones que atenuaron casi totalmente su efecto sobre la estructura gremial. En estas negociaciones participaron el entonces ministro de trabajo Alberto Flamarique y el líder sindical Hugo Moyano. Moyano se opuso con firmeza a la reforma, argumentando que la misma tendría como consecuencia una rebaja de los salarios y que estaría impulsada por el Fondo Monetario Internacional. Flamarique intentó conseguir el apoyo del sindicalismo prometiendo que los gremios nacionales seguirían siendo los destinatarios de la cuota sindical que aportan los afiliados, pero esto dividió internamente a la CGT.
Al poco tiempo de la sanción de la ley se desataría el escándalo de las coimas en el Senado, debido a denuncias de que el gobierno había sobornado a la oposición para lograr la sanción. El vicepresidente Carlos Álvarez renunció a su cargo el 6 de octubre de 2000, denunciando corrupción en la administración de De la Rúa y en el Senado nacional. La renuncia de Álvarez produjo un quiebre en la Alianza; aunque los funcionarios del Frepaso siguieron en sus cargos, muchos de ellos hasta el final de la gestión. Dicho quiebre se profundizaba en el Congreso: allí, la escasa mayoría que tenía el oficialismo en la Cámara de Diputados se iba reduciendo mes a mes a medida que legisladores de partidos de centroizquierda iban abandonando la coalición por diferencias políticas con el estilo de gobierno llevado adelante por De la Rúa.
La situación política en general era desfavorable. En el Senado la mayoría era del Partido Justicialista. En la Cámara de Diputados se tenía la mayoría pero esta era mínima. El sindicalismo realizó 7 paros generales durante el gobierno delarruista, y la mayoría de las provincias argentinas tenían gobernadores propios del PJ. Tampoco disponía de un apoyo partidario claro, y varios sectores del radicalismo y el Frepaso comenzaron a distanciarse por la renuncia de Carlos Álvarez, el nombramiento de Domingo Cavallo y la política económica sostenida. El titular de la UCR, Raúl Alfonsín, intentaba evitar la ruptura partidaria.
A mediados de año logra la aprobación parlamentaria de la ley de intangibilidad de los depósitos bancarios. En octubre la desocupación había trepado al 18,3 %. A fin de año las reservas internacionales del BCRA bajarían a cerca de 20 000 millones de dólares.
En medio de estos problemas, también hubo aspectos positivos, como fue lograr que en el ciclo lectivo del año 2000 se cumplieran 180 días de clases, récord en más de una década, gracias al interés que se puso en aumentar las semanas del periodo escolar como en evitar conflictos docentes con el pago del incentivo docente.
En este marco de amplia problemática política y económica, se produjeron las elecciones legislativas de 2001, donde el Justicialismo se impuso con el 37 por ciento en todo el país, contra el 24 % de una diezmada Alianza que perdía más de 4 500 000 votos respecto de lo logrado apenas dos años antes. Para el último bienio de gestión, el gobierno radical enfrentaría un Congreso totalmente opositor. El voto en blanco o nulo alcanzó cifras récord en la historia de la democracia argentina: la combinación de voto en blanco, voto nulo y ausentismo se elevó al 41 %, equivalentes a 10,2 millones de argentinos.
La situación social motivó la generalización de grupos piqueteros a lo largo del país, una forma de manifestación que recurre al bloqueo total o parcial de rutas o calles como forma de protesta. Mientras que la derrota electoral, sumada a la renuncia de Álvarez, dejaba a una línea de sucesión presidencial completamente justicialista, con Ramón Puerta ejerciendo la presidencia provisional del Senado, y Eduardo Camaño la presidencia de la Cámara de Diputados.

### Estallido social y renuncia
Hacia el 19 de diciembre, la situación social se volvió incontrolable, con saqueos y desmanes en los puntos más importantes del país. El presidente llamó a la población a la calma. De la Rúa respondió decretando el estado de sitio en todo el país. Sin embargo el vandalismo no disminuyó, e incluso aumentó a pesar del estado de sitio. Finalmente se produjeron 27 muertos y más de dos mil heridos. La rebelión popular, en lugar de terminar, sumó el apoyo de la clase media, histórico bastión electoral del radicalismo. La misma se implicó por el congelamiento de los depósitos bancarios. A la medianoche renunció el ministro de economía Domingo Cavallo y el resto del gabinete puso sus renuncias a disposición del presidente.
El 20 de diciembre la Ciudad de Buenos Aires y el Gran Buenos Aires estaban desbordadas por una ola de saqueos a supermercados y establecimientos comerciales de diversos tipos. A esto se le sumó un cacerolazo generalizado y marchas de miles de personas autoconvocadas que reclamaban la renuncia del gobierno. En el centro porteño la Policía Federal lograba mantener la violencia fuera de la Plaza de Mayo.
Los gremios convocaron a huelgas como protesta por el estado de sitio. La CTA inició una huelga de 24 horas el 20 de diciembre. Al día siguiente (a pesar de haber tenido lugar la renuncia de De la Rúa) se sumarían la CGT de Rodolfo Daer en una huelga de 36 horas y la de Hugo Moyano por tiempo indeterminado. El presidente perdió el respaldo de la mayoría de su propio partido, la Unión Cívica Radical, y aferrado al escaso sector radical que aún le respondía intentó convocar al justicialismo a un acuerdo de gobernabilidad, sumándose al gobierno. El rechazo del PJ forzó, sin más remedio, a De la Rúa a presentar su renuncia al Parlamento a las 19:45 horas del 20 de diciembre de 2001, cuando no había completado sino apenas la mitad de su mandato. No obstante, tuvo que volver a la Casa Rosada el día siguiente para oficializarla, porque la Asamblea Legislativa no se había reunido aún.
La imagen del renunciante presidente saliendo en helicóptero de la Casa Rosada, quedó grabada para siempre en el recuerdo de los argentinos. Este hecho tuvo además como afectado al partido político del expresidente, perdiendo la mayoría de las elecciones posteriores, debilitando a la Unión Cívica Radical frente a un peronismo en alza, que ante la ausencia de su rival clásico llegó a dividirse en dos frentes.

### Gabinete
| Jefatura de Gabinete y Ministerios del Gobierno de Fernando De la Rúa                              | Jefatura de Gabinete y Ministerios del Gobierno de Fernando De la Rúa    | Jefatura de Gabinete y Ministerios del Gobierno de Fernando De la Rúa |
| Cartera                                                                                            | Titular                                                                  | Período |
| -------------------------------------------------------------------------------------------------- | ------------------------------------------------------------------------ | --- |
| Jefatura de Gabinete de Ministros                                                                  | Rodolfo Terragno Chrystian Colombo                                       | 10 de diciembre de 1999–5 de octubre de 2000 5 de octubre de 2000–21 de diciembre de 2001                                                                                   |
| Ministerio del Interior                                                                            | Federico Storani Ramón Mestre                                            | 10 de diciembre de 1999–20 de marzo de 2001 20 de marzo de 2001–21 de diciembre de 2001                                                                                     |
| Ministerio de Relaciones Exteriores, Comercio Internacional y Culto                                | Adalberto Rodríguez Giavarini                                            | 10 de diciembre de 1999–23 de diciembre de 2001 |
| Ministerio de Defensa                                                                              | Ricardo López Murphy Horacio Jaunarena                                   | 10 de diciembre de 1999–5 de marzo de 2001 5 de marzo de 2001–23 de diciembre de 2001                                                                                       |
| Ministerio de Economía                                                                             | José Luis Machinea Ricardo López Murphy Domingo Cavallo                  | 10 de diciembre de 1999–5 de marzo de 2001 5 de marzo de 2001–20 de marzo de 2001 20 de marzo de 2001–20 de diciembre de 2001                                               |
| Ministerio de Infraestructura y Vivienda                                                           | Nicolás Gallo José Luis Machinea Ricardo López Murphy Carlos Bastos      | 10 de diciembre de 1999–5 de octubre de 2000 5 de octubre de 2000–5 de marzo de 2001 5 de marzo de 2001–20 de marzo de 2001 20 de marzo de 2001–21 de diciembre de 2001     |
| Ministerio de Justicia y Derechos Humanos                                                          | Ricardo Gil Lavedra Jorge De la Rúa                                      | 10 de diciembre de 1999–6 de octubre de 2000 6 de octubre de 2000–21 de diciembre de 2001                                                                                   |
| Ministerio de Educación                                                                            | Juan José Llach Hugo Juri Andrés Delich                                  | 10 de diciembre de 1999–25 de septiembre de 2000 25 de septiembre de 2000–20 de marzo de 2001 20 de marzo de 2001–21 de diciembre de 2001                                   |
| Ministerio de Trabajo, Empleo y Formación de Recursos Humanos                                      | Alberto Flamarique Patricia Bullrich José Dumón                          | 10 de diciembre de 1999–6 de octubre de 2000 6 de octubre de 2000–29 de octubre de 2001 29 de octubre de 2001–21 de diciembre de 2001                                       |
| Ministerio de la Seguridad Social                                                                  | Patricia Bullrich                                                        | 29 de octubre de 2001–21 de diciembre de 2001 |
| Ministerio de Desarrollo Social                                                                    | Graciela Fernández Meijide Marcos Makón Juan Pablo Cafiero Daniel Sartor | 10 de diciembre de 1999–12 de marzo de 2001 12 de marzo de 2001–20 de marzo de 2001 20 de marzo de 2001–22 de octubre de 2001 22 de octubre de 2001–21 de diciembre de 2001 |
| Ministerio de Salud                                                                                | Héctor Lombardo                                                          | 10 de diciembre de 1999–21 de diciembre de 2001 |
| Ministerio de Turismo, Cultura y Deportes                                                          | Hernán Lombardi                                                          | 29 de octubre de 2001–21 de diciembre de 2001 |
| Secretarías de Estado del Gobierno de Fernando De la Rúa                                           |                                                                          | |
| Cartera                                                                                            | Titular                                                                  | Período |
| Secretaría General                                                                                 | Jorge De la Rúa Alberto Flamarique Carlos Becerra Nicolás Gallo          | 10 de diciembre de 1999–6 de octubre de 2000 6 de octubre de 2000–7 de octubre de 2000 8 de octubre de 2000–20 de marzo de 2001 20 de marzo de 2001–20 de diciembre de 2001 |
| Secretaría Legal y Técnica                                                                         | Ernesto Marcer                                                           | |
| Secretaría de Inteligencia del Estado                                                              | Fernando de Santibañes Carlos Becerra                                    | 10 de diciembre de 1999–23 de octubre de 2000 23 de octubre de 2000–20 de diciembre de 2001                                                                                 |
| Secretaría de Cultura y Comunicación                                                               | Darío Lopérfido                                                          | 10 de diciembre de 1999–23 de diciembre de 2001 |
| Secretaría de Programación para la Prevención de la Drogadicción y la Lucha contra el Narcotráfico | Lorenzo Cortese                                                          | 10 de diciembre de 1999–20 de diciembre de 2001 |
| Secretaría de Ciencia, Tecnología e Innovación Productiva                                          | Dante Caputo Adriana Puiggrós                                            | 10 de diciembre de 1999–28 de febrero de 2001 28 de febrero de 2001–20 de diciembre de 2001                                                                                 |

## Actividad posterior a la presidencia
De la Rúa se retiró de la vida política y evitó apariciones o formular declaraciones, incluso respecto de las causas judiciales en su contra. Una de ellas se refiere a los eventos que tuvieron lugar al final de su mandato, durante los cuales murieron 30 personas en distintos lugares del país. Enrique Mathov, el exsecretario de Seguridad, acusó a De la Rúa de haber ordenado la represión. La causa fue llevada por el juez Claudio Bonadío, y estuvieron procesados el entonces subjefe de la Policía Federal, Osvaldo Cannizzaro, y otros comisarios que actuaron durante aquella tarde: Daniel Manzini, Próspero Treseguet, René Derecho y Alfredo Salomón. De la Rúa asegura que el 20 de diciembre ignoraba la gravedad de la situación: 

Recién tuve la información sobre la última hora de la tarde, cuando ya estaba en Olivos sobre que había fallecidos. Yo renuncié antes de saberlo.

El juez, en cambio, desestimó la defensa de De la Rúa, y declaró lo siguiente:

Es imposible creer que ninguno de los funcionarios, asesores, correligionarios, amigos o familiares accediera a su presencia de manera personal o por cualquier otro medio

Podría haber encendido un televisor o una radio o más no sea asomarse a una ventana y ver el panorama que acontecía en el jardín de su propia casa.

Dicho procesamiento fue revocado el 29 de abril de 2008, cuando la Cámara Federal dictó la falta de mérito.
De la Rúa también fue procesado en una causa en que se lo acusa de sobornar legisladores para conseguir la aprobación de la Reforma Laboral del 2000. La causa por «cohecho activo agravado», y es llevada adelante por el juez federal Daniel Rafecas; fue promovida por el exsecretario parlamentario Mario Pontaquarto, quien confesó en los medios su intervención en dicha operación. Pontaquarto quedó procesado, al igual que Fernando de Santibañes, que era jefe de la SIDE; José Genoud, entonces presidente provisional del Senado, y Alberto Flamarique, ministro de Trabajo. Los exsenadores acusados de recibir las «coimas» (sobornos) fueron Alberto Tell, Remo Costanzo, Emilio Cantarero, Ricardo Branda y Augusto Alasino.
Durante 2006 el juez Jorge Ballestero procesó a De la Rúa, Domingo Cavallo y miembros de su equipo por el megacanje. Fundamentó su decisión en que éstos habrían cometido un crimen, excediendo el margen de discrecionalidad propio de las medidas políticas.
El 7 de abril de 2009, De la Rúa fue sobreseído por el Tribunal Oral Criminal 16 en la causa que investigaba la presunta contratación de un jardinero privado con sueldo del ex Concejo Deliberante. Se trataba de un desprendimiento de la megacausa por los denominados «ñoquis» del ex legislativo comunal. En el mismo día el juez Bonadío sobreseyó al expresidente en la causa en la que se lo investigaba por su presunta responsabilidad en las cinco muertes que hubo como consecuencia de la represión policial a las protestas que antecedieron su salida del Gobierno en diciembre de 2001.

## Salud y fallecimiento
Con respecto a su salud, mientras fue presidente fue operado mediante una angioplastia en el Instituto Cardiovascular de Buenos Aires en junio de 2001, y luego recibió una segunda angioplastia coronaria con estent en el Instituto del Diagnóstico en 2010 a manos del jefe de cardiología intervencionista de esa institución, doctor Luis de la Fuente, el médico pionero en Argentina de la medicina cardiovascular mínimamente invasiva quien en agosto de 2014 volvió a colocarle dos estents coronarios con medicamento.
El estado de salud del exjefe de Estado se había deteriorado mucho durante 2019. Había sido internado en el Hospital Austral el 1 de enero de ese año por problemas coronarios y renales que lo mantuvieron en terapia intensiva por cuatro semanas. En esas circunstancias tuvieron que realizarle una traqueotomía. Tras 28 días fue dado de alta y se realizó un tratamiento de rehabilitación en el Sanatorio Fleni de la localidad de Loma Verde.
El expresidente había sido tratado de su afección en el Instituto Alexander Fleming -especializado en tratamientos contra el cáncer- y con el empeoramiento de su cuadro fue enviado al Fleni sede Escobar.

#### Fallecimiento

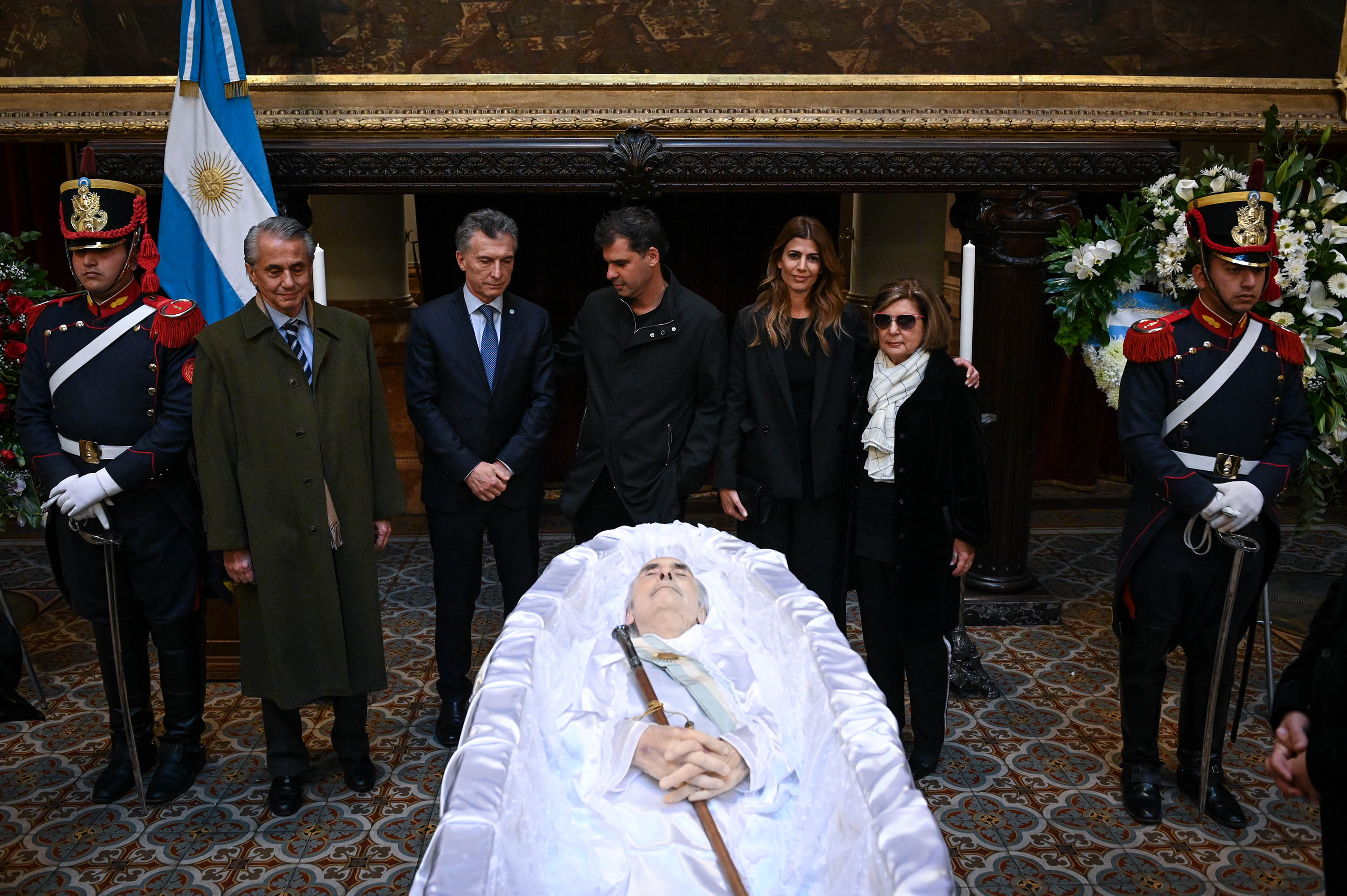
El en ese entonces presidente Mauricio Macri en el funeral de De la Rúa.

Fernando de la Rúa falleció a las 7:10 del martes 9 de julio de 2019 en el Instituto de Rehabilitación y Educación Terapéutica Fleni sede Escobar, donde se encontraba internado a causa de una descompensación cardíaca y renal derivada de su cuadro.
El presidente Mauricio Macri decretó tres días de duelo nacional. El funeral de Estado tuvo lugar en el Salón de los Pasos Perdidos de la Cámara de Diputados. Sus restos fueron sepultados en el Cementerio Memorial de Pilar.

## Libros publicados
- El Recurso de Casación. Editor Zavalía, 1968.
- Proceso y Justicia. Lerner Editores Asociados, 1980[154]
- Teoría General del Proceso. Depalma, 1991
- Operación política. La causa del Senado. Sudamericana, 2006. ISBN 9789500727556

## Documental
La caída de De la Rúa se destaca en el documental de 2024 Jorge Batlle: entre el cielo y el infierno, dirigido por Federico Lemos.